# Biserica de lemn din Măleni

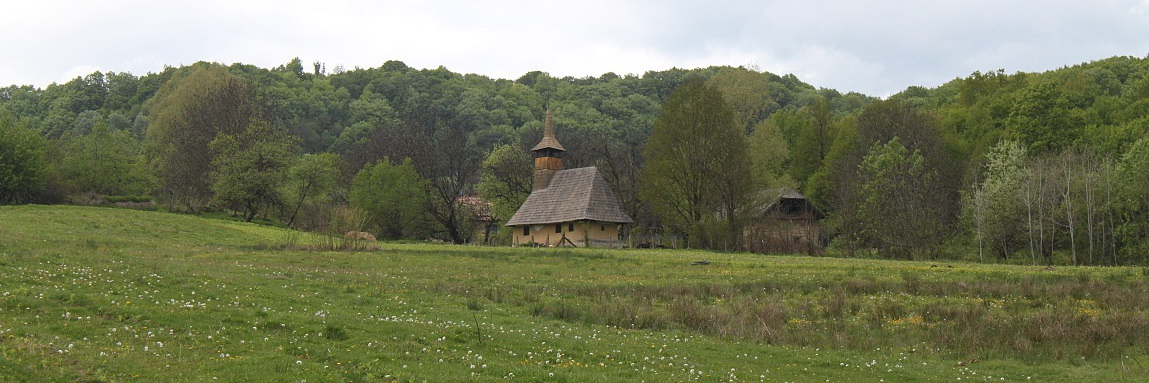
Satul și biserica de lemn văzute de departe.

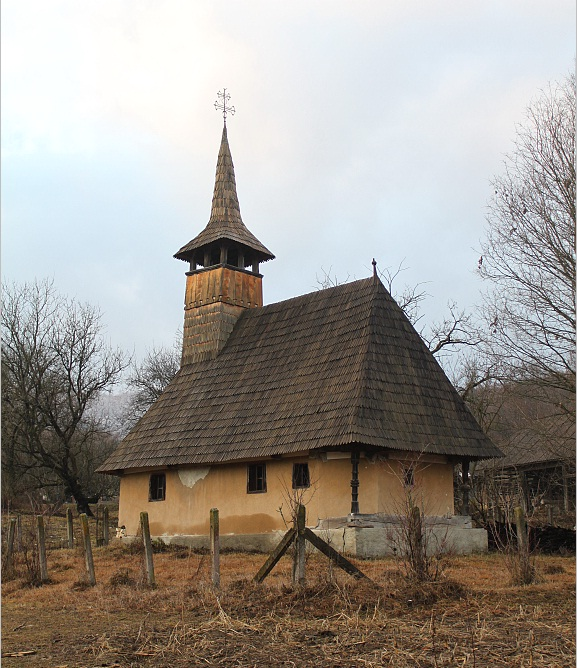
Biserica de lemn din Măleni. Foto: decembrie 2011

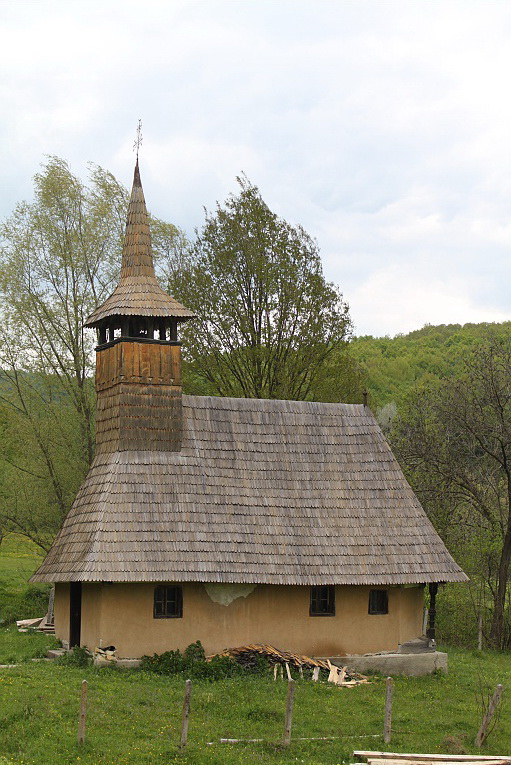
Biserica de lemn din Măleni. Foto: mai 2011

Biserica de lemn din Măleni  aflată în localitatea cu același nume a fost adusă în anii '30 din satul Vima Mare, județul Maramureș. În localitatea de origine era cunoscută drept biserica "de jos" și era folosită de comunitatea greco-catolică. În urma construirii unei noi biserici de zid în anul 1911, vechea biserică a fost folosită din ce în ce mai puțin, fiind ulterior mutată la doar două sate depărtare, în Măleni. Deși nu se poate preciza cu exactitate vârsta bisericii, se poate afirma că aceasta exista în a doua parte a secolului al XVIII-lea, referiri la aceasta făcând mai multe documente din acea epocă. Ținând cont de aceste documente, momentul edificării acestei biserici poate fi plasat într-un interval de timp destul de îngust delimitat de anii 1760-1763. Cu toate acestea biserica lipsește din studiile dedicate edificiilor de cult din lemn, neregăsindu-se nici în lista monumentelor istorice.

## Istoric
Așezată la o margine de pădure, mica biserică din Măleni se lasă greu descoperită de cel care dorește să o viziteze. Drumul de pământ, anevoios, ce poate fi parcurs doar pe jos sau cu carul, urmează firul pârâului ce vine dinspre sat. La capătul acestui drum, priveliștea se deschide apărând biserica și cele câteva case ale localității. Această imagine a Măleniului poate fi considerată a fi una mai degrabă recentă deoarece satul, a cărui primă mențiune ni se păstrează din anul 1603 nu a avut biserică până în 1931-1932, an în care vechea biserică de lemn a comunității greco-catolice din Vima Mare a fost adusă și reconstruită în Măleni. Având în vedere acest fapt se poate spune că istoria bisericii din Măleni se împletește în mare măsură cu istoria localității Vima Mare.
Despre Vima Mare se știe că la anul 1553, alături de încă 53 de sate făcea parte din domeniul cetății Ciceului, stăpânită la acel moment de către domnii Moldovei. La începutul secolului al XVII-lea, satul Vima Mare aparținea domeniului Gherlei. În conscripția întocmită în anul 1603 satul, care ținea de ținutul Lăpușului figura ca fiind ars. După 34 de ani, în 1637, satul Vima Mare este înscris cu 51 de supuși (iobagi) și 106 fii. În 1717, satul făcea parte tot din domeniul Gherlei și era înregistrat cu 40 de sesii populate și 6 pustii. Trebuie menționat că domeniul Gherlei, alături de domeniul Oltețului (Beșimbac) și domeniul Sâmbetei de Jos au fost domeniile cu care a fost dotată Episcopia greco-catolică de Alba-Iulia și Făgăraș în urma propunerii de canonizare făcute de împăratul Carol al VI-lea.
Conscripțiile bisericești și recensămintele făcute în secolul al XVIII-lea aduc primele referiri concrete cu privire la viața bisericească din Vima Mare. Astfel, în 1733 în localitate sunt atestați doi preoți: Matei, bigam și Ioan, amândoi uniți. La acea dată în Vima Mare era o singură biserică. În 1750, în conscripția făcută de către Petru Pavel Aron este precizat faptul că satul are o singură biserică, doi preoți și un cantor.  Statistica românilor ardeleni întocmită între 1760-1762 de către generalul Buccow surprinde următoarea situație: o singură biserică - neunită, cu 147 familii neunite. La acel moment satul nu avea nici un preot. Politica prouniație dusă de către autoritățile imperiale austriece trebuie să fi avut câștig de cauză în Vima Mare dacă doar peste un an, în 1763 erau două biserici, cea de-a doua fiind construită probabil, pentru credincioșii uniți. Acest fapt este confirmat de o însemnare de pe o carte bisericească, un Chiriacodromion tipărit la Bălgrad, în 1699, carte care se afla în jurul anului 1978 în inventarul bisericii din Fălcușa. Această carte ”călătoare”, care în baza însemnărilor purtate se poate constata că a fost folosită în Bogata de Sus, Valea Hranei, Uriu, Vima Mare, Muncel și Fălcușa, pe dosul filelor 367 și 368 poartă următoarea însemnare: ”Încă o dau eu Popa Gheorghe de la Bogata Ungurească această ... ocetelnă până la Sîmpetru fără nici un ban, numai pomană, în Vima Mare la biserica din josu 1763”. Sfârșitul secolului al XVIII-lea și începutul celui de-al XIX-lea continuă să fie o perioadă în care se înregistrează treceri succesive a unei părți a comunității din Vima Mare de la Biserica Ortodoxă la Biserica Greco-Catolică și invers, pentru ca în anul 1807 o parte a comunității să accepte uniația, fiindu-i atribuită biserica cu hramul ”Sfânta Maria”, cunoscută de localnici sub apelativul ”biserica de jos”. După mutarea bisericii în Măleni, aceasta a fost sființită cu hramul ”Sfântul Gheorghe”, starea bisericii în anul 1947 fiind considerată bună. În anul 2011 biserica a fost reparată, cu această ocazie fiind refăcut acoperișul de șindrilă. De asemenea a fost schimbată o parte din talpa bisericii de pe latura de nord, în interior fiind refăcută pardoseala iar pereții au fost căptușiți cu lambriuri până la jumătate. Cu toate acestea biserica încă are nevoie de lucrări de reparații, fiind ușor înclinată spre nord.

## Trăsături

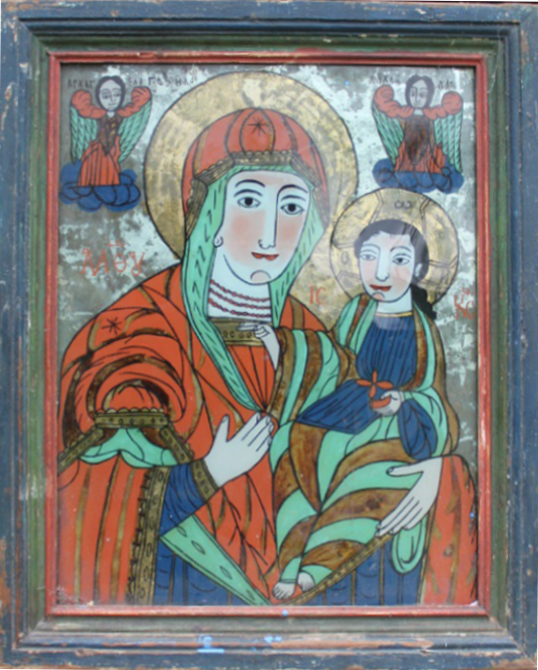
Maica Domnului, începutul sec. XIX

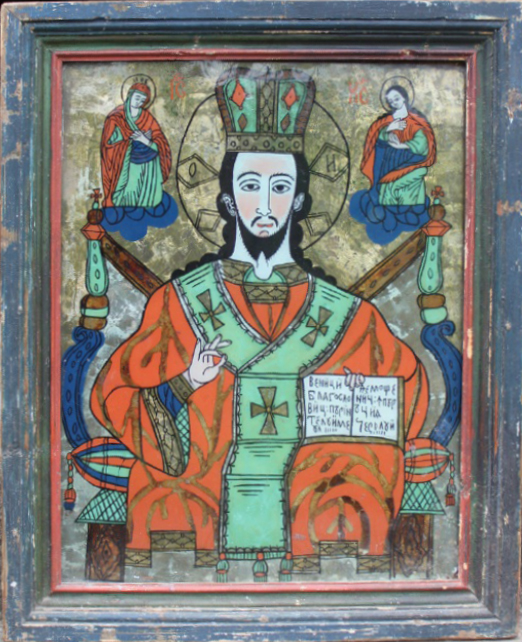
Isus Hristos, începutul sec. XIX

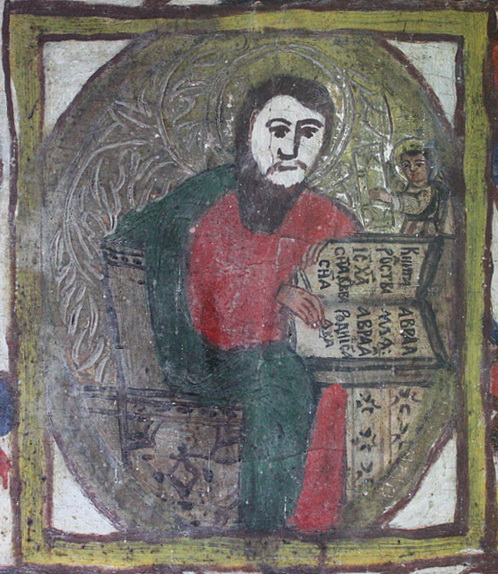
Sf. Ev. Matei, detaliu - vechile uși împărătești

Sub aspect constructiv, biserica este caracterizată de un plan dreptunghiular, prelungit în partea de răsărit cu absida altarului, cu cinci laturi, nedecroșată. Lung de aproximativ 9 m și lat de aproximativ 4,3 m, edificiul bisericii este mai degrabă mic. Acoperișul bisericii, în patru ape, este unitar peste întreaga construcție. Spre vest coama acoperișului este străpunsă de turnul-clopotniță ce atinge, în punctul său cel mai înalt aproape 13,80 m.
În biserică se intră printr-o singură ușă, amplasată pe latura de vest, în axul bisericii. Prin intermediul acestei intrări, se ajunge în pronaosul bisericii. Cu lungimea de doar 2,18 m și lățimea de 3,71 m, pronaosul este tăvănit cu scânduri de brad având înălțimea de doar 1,81 m, și este despărțit de naos printr-un perete de lemn, mai mult simbolic. Se remarcă faptul că trecerea din pronaos spre naos nu se află poziționată exact la mijloc ci este ușor deplasată spre dreapta, marginea sa dreaptă aflându-se la doar 1,07 m față de peretele drept în timp ce marginea sa stângă se află la o distanță de 1,33 m față de peretele stâng. Fără a fi decorată cu crestături sau incizii în lemn, trecerea din pronaos în naos are partea superioară a ancadramentului realizată sub forma unei acolade, situații asemănătoare regăsindu-se în aceeași zonă la biserica de lemn din Lozna, biserica de lemn din Săcălășeni sau la intrarea fostei biserici de lemn din Rus. Din naosul bisericii, prin intermediul unei scări de lemn se poate ajunge în turnul-clopotniță sau în micul cor din partea vestică a naosului.
Naosul bisericii, având lungimea de 3,78 m, lățimea de 3,71 m și înălțimea bolții de 3,68 m, se înscrie aproape perfect într-un cub. În partea sa vestică, sprijinit pe o grindă ce traversează naosul se află amplasat un mic cor, cu o lungime mai mică de un metru de la peretele ce separă pronaosul de naos. Trecerea din naos spre altar se face prin intermediul celor trei intrări în absida altarului. Iconostasul, care separă cele două încăperi poată urmele evidente ale unor transformări suferite de-a lungul timpului. Dacă naosul este acoperit de o boltă semicilindrică, de scânduri, absida altarului este acoperită tot de o boltă semicilindrică, retrasă de la pereții bisericii, încheiată în partea sa de răsărit prin intermediul unor suprafețe curbe. Principalele dimensiuni ale absidei altarului sunt: lungimea maximă 2,15 m, lățimea maximă 3,71 m, lungimea cu care sunt prelungiți pereții bisericii în absida altarului 1,15 m, lungimea laturilor II și IV ale absidei altarului (laturile care îngustează absida) aproximativ 1,20 m, lungimea laturii care închide absida altarului 2,73 m, retragerea originii bolții absidei altarului de la pereții bisericii 0,4 m iar înălțimea bolții în absida altarului este de aproximativ 3,37 m.
Pereții bisericii sunt tencuiți atât în interior cât și în exterior. Pentru a susține tencuiala, pe pereții de lemn au fost prinse în cuie nuielușe de mesteacăn așezate în diagonală. Câte trei ferestre se regăsesc pe fiecare din laturile de sud și de nord ale bisericii, câte două, paralele pentru fiecare încăpere a bisericii. Pe latura de est a absidei altarului se mai află încă o fereastră, mai mică. În partea de est a bisericii, la colțuri, datorită îngustării absidei altarului, acoperișul se sprijină pe doi stâlpi, ornamentați diferit, care fac legătura dintre talpa bisericii și cosoroabă, o soluție asemănătoare putând fi regăsită  și la o altă biserică din zonă, biserica de lemn din Buzaș.
În turnul-clopotniță se află două clopote. Unul dintre acestea poartă inscripția: ”Turnătoria Emil Anca Cluj”. Fără a fi menționat în inscripție anul turnării clopotului, acesta a fost probabil făcut după anul 1908, an în care Turnătoria Anca din Cluj a fost fondată. Turnătoria din care provine acest clopot se bucura în perioada interbelică de o oarecare notorietate, datorată și reclamei pe care și-o făcea în ziarul Clujul, deținut și condus de către familia Anca. În 1935, Alexandru Anca conducea ”cea mai mare firmă românească din Ardeal, fabrică de clopote, mare depozit de ornate, icoane și cărți bisericești, mare librărie și tipografie”.
Iconostasul, inițial cu doar două intrări în absida altarului, modificat ulterior pentru a permite realizarea celor trei intrări actuale, pe lângă registrul icoanelor împărătești mai are un al doilea registru aflat în partea superioară, registru ce îi prezintă pe cei doisprezece apostoli. Așezați doi câte doi, în icoane late de aproximativ 43 cm și 68 cm înalte, cu marginea superioară rotunjită, cu numele înscrise cu caractere chirilice, apostolii stau de o parte și alta a lui Isus Hristos, redat în icoana centrală. Deasupra acestei icoane centrale este redată răstignirea Domnului Nostru Isus Hristos.
Având dimensiuni ce conferă întregului edificiu proporții echilibrate, furnizând astfel privitorului o impresie plăcută, biserica nu are doar o importanță locală. Valoarea sa nu este dată doar de clădirea propriu-zisă, ci este completată de istoria edificiului și de valoarea individuală a diferitelor obiecte de cult, precum icoanele bisericii - de lemn și de sticlă, cele două rânduri de uși împărătești sau cărțile vechi ce fac sau au făcut parte din patrimoniul acestei biserici.
Cele două icoane pe sticlă păstrate în biserica din Măleni reprezentând Maica Domnului cu Pruncul (60,5 cm x 49,5 cm) și pe Isus Învățător (62 cm x 50 cm) au fost cuprinse într-un studiu dedicat răspândirii icoanelor pe sticlă în Sălaj. Conform acestui studiu , cele două icoane menționate nu se încadrează, prin caracteristicile lor cromatice și de stil, în nici unul dintre centrele de iconari consacrate, fapt pentru care se presupune că aceste icoane au fost realizate de iconari din zonă, de pe valea Someșului sau din Țara Lăpușului. Cu toate că cele două icoane se presupune că provin din același centru, icoana ce reprezintă pe Maica Domnului, alături de alte două icoane cu aceeași temă, una provenind de la biserica de zid din Perii Vadului și o alta de la biserica de lemn din Rogna, împreună cu o altă icoană, reprezentând pe Sf. Nicolae, provenind tot din Rogna, au fost pictate de același pictor în timp ce a doua icoană, cea reprezentând pe Isus Învățător, alături de o altă icoană cu același subiect provenită de la biserica de lemn din Negreni este similară, în privința detaliilor anatomice ale figurilor, în trasarea contururilor mâinilor dar și în ceea ce privește ornamentarea fondului și celelalte elemente de decor, cu un alt exemplar provenit de la biserica de lemn din Purcăreț, fiind vorba în acest caz de mâna unui alt meșter iconar.

## Hărți

Harta localității Vima Mare, Maramureș la sfârșitul sec. XVIII-lea. Biserica adusă în Măleni este cea figurată în stânga acestei hărți
Harta cătunului Măleni, la sfârșitul sec. XVIII-lea. Satul nu avea biserică
Harta localității Vima Mare, Maramureș la sfârșitul sec. XIX-lea. Cele două biserici de lemn din Vima Mare
Harta Măleniului, la sfârșitul sec. XIX-lea. La sf. secolului XIX, satul încă nu avea biserică

## Imagini din interior

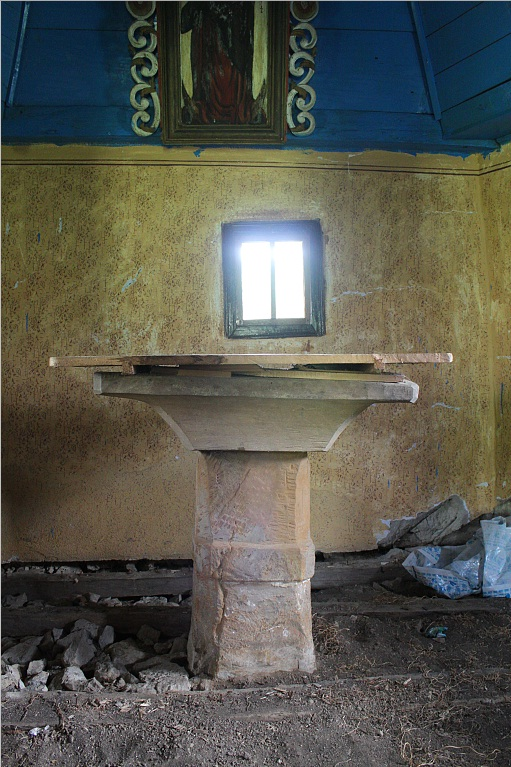
Masa altarului
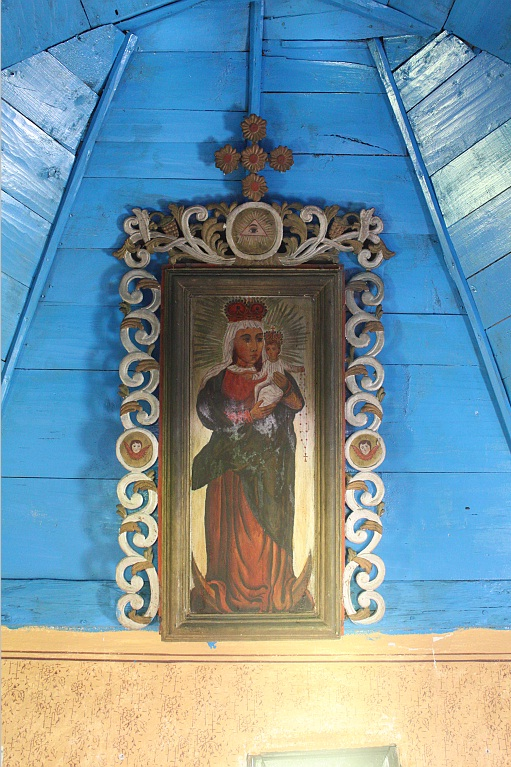
Icoana Maicii Domnului de pe bolta altarului
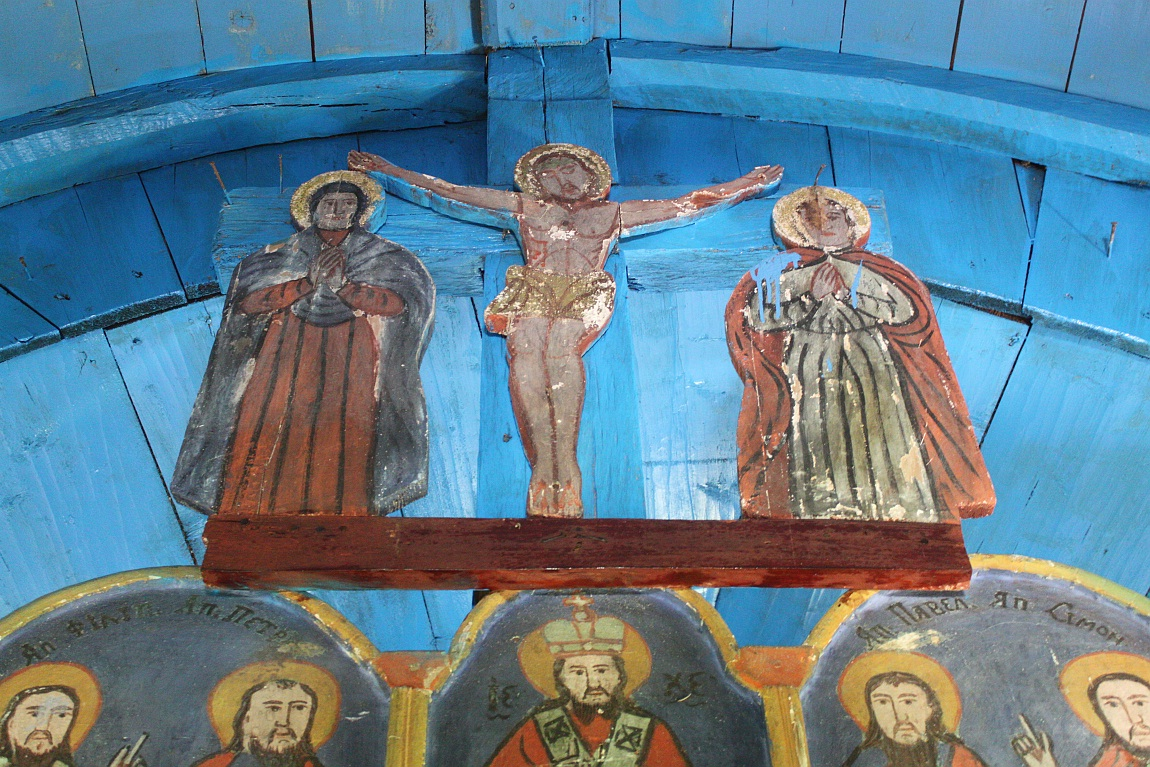
Partea superioară a iconostasului
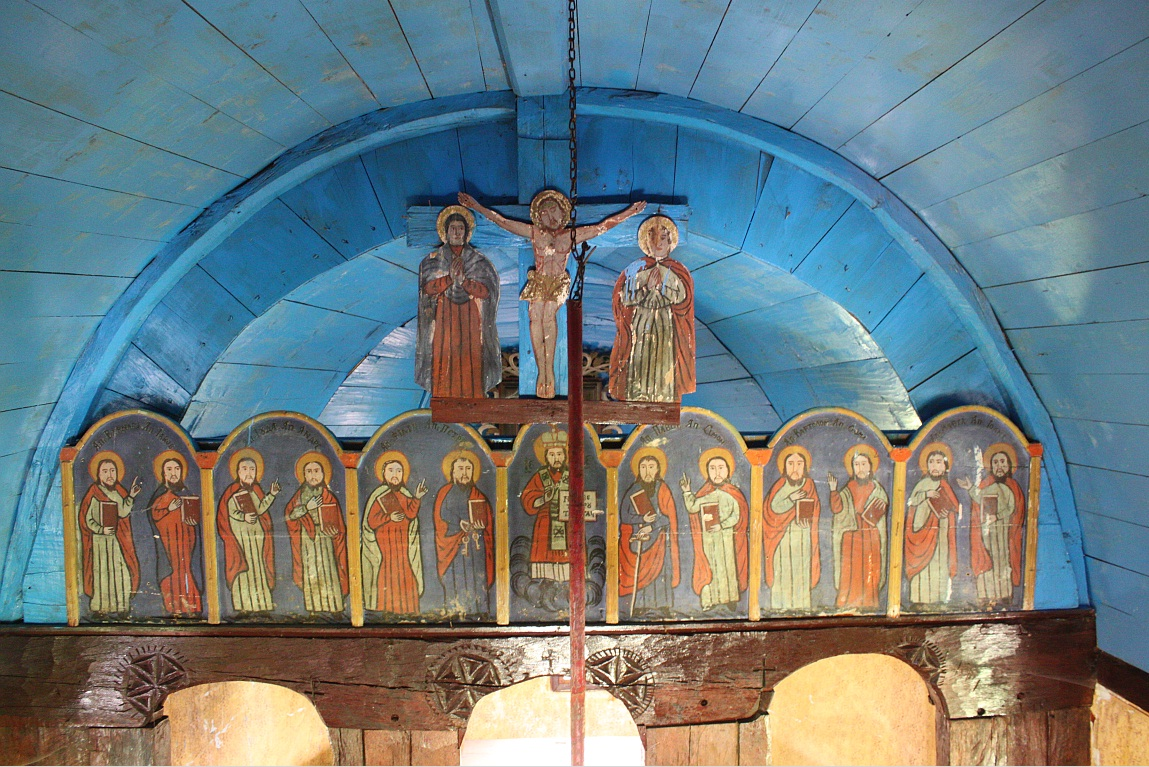
Iconostasul
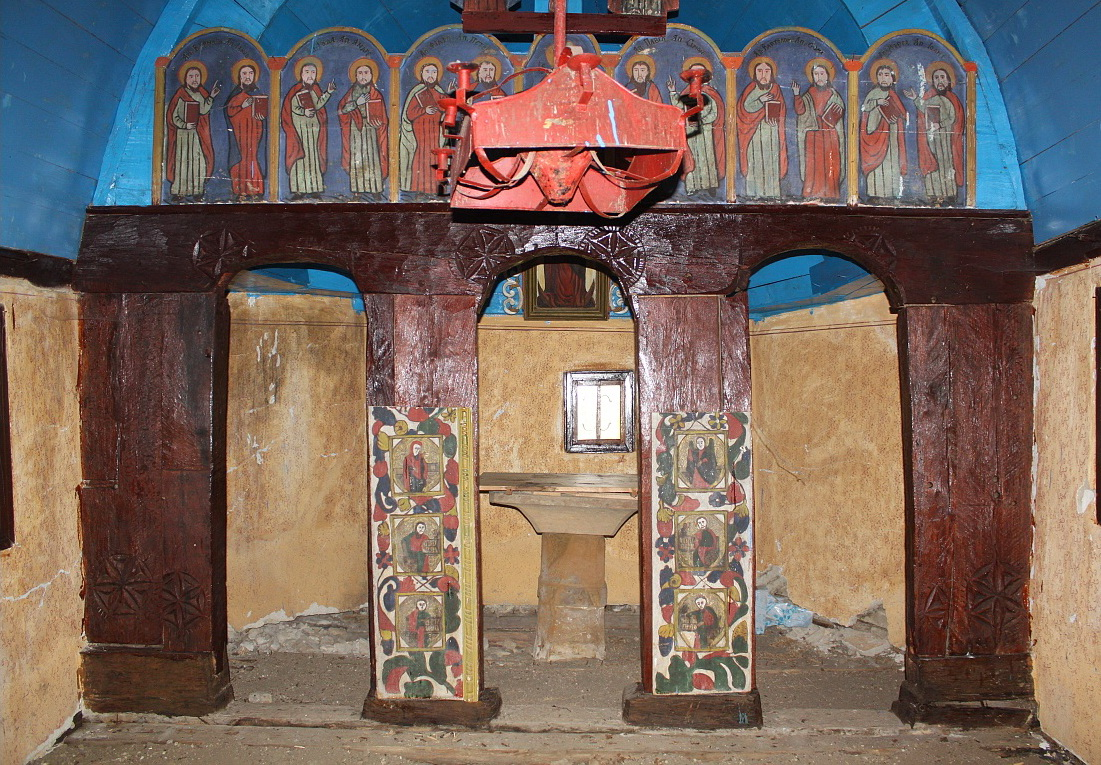
Intrările în altar
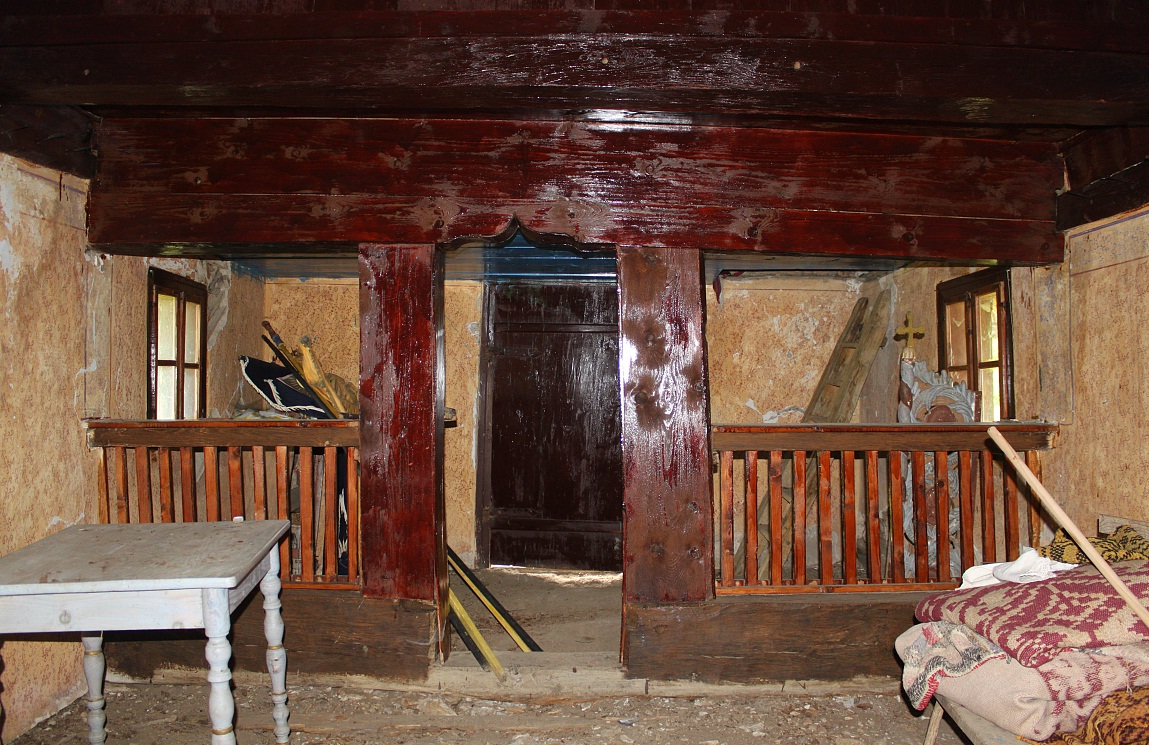
Vedere din naos spre pronaos
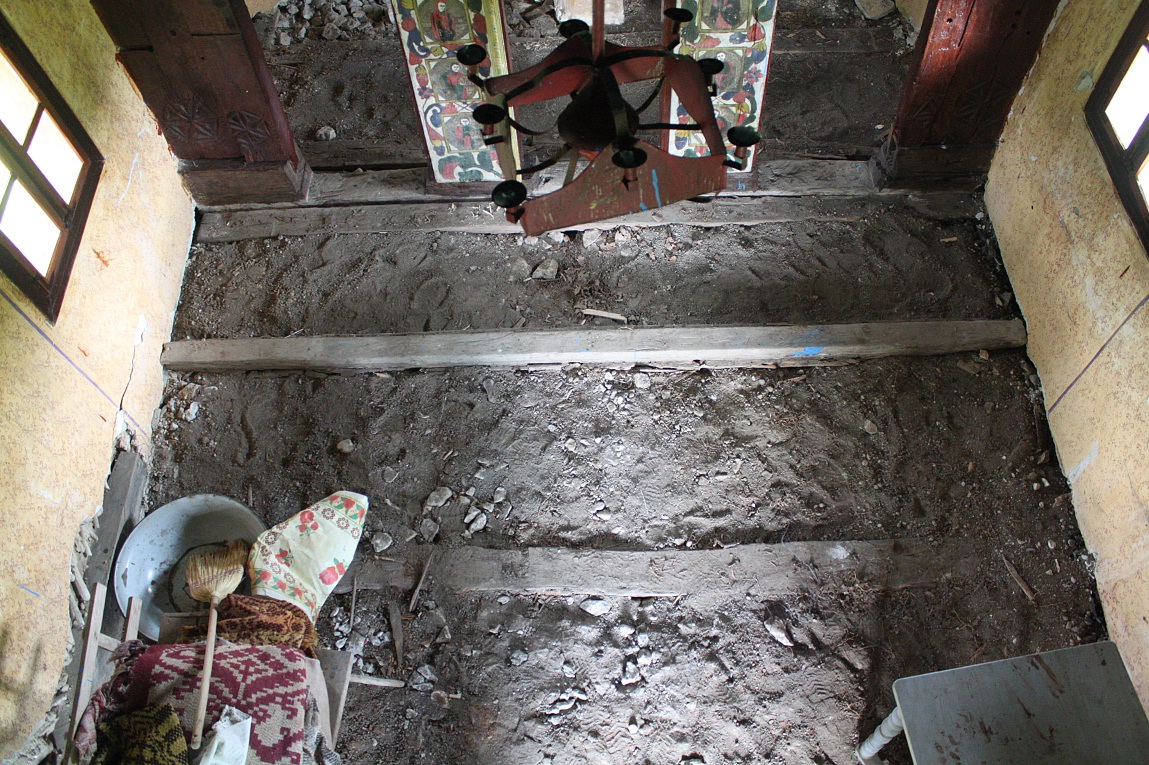
Naosul bisericii fără padiment
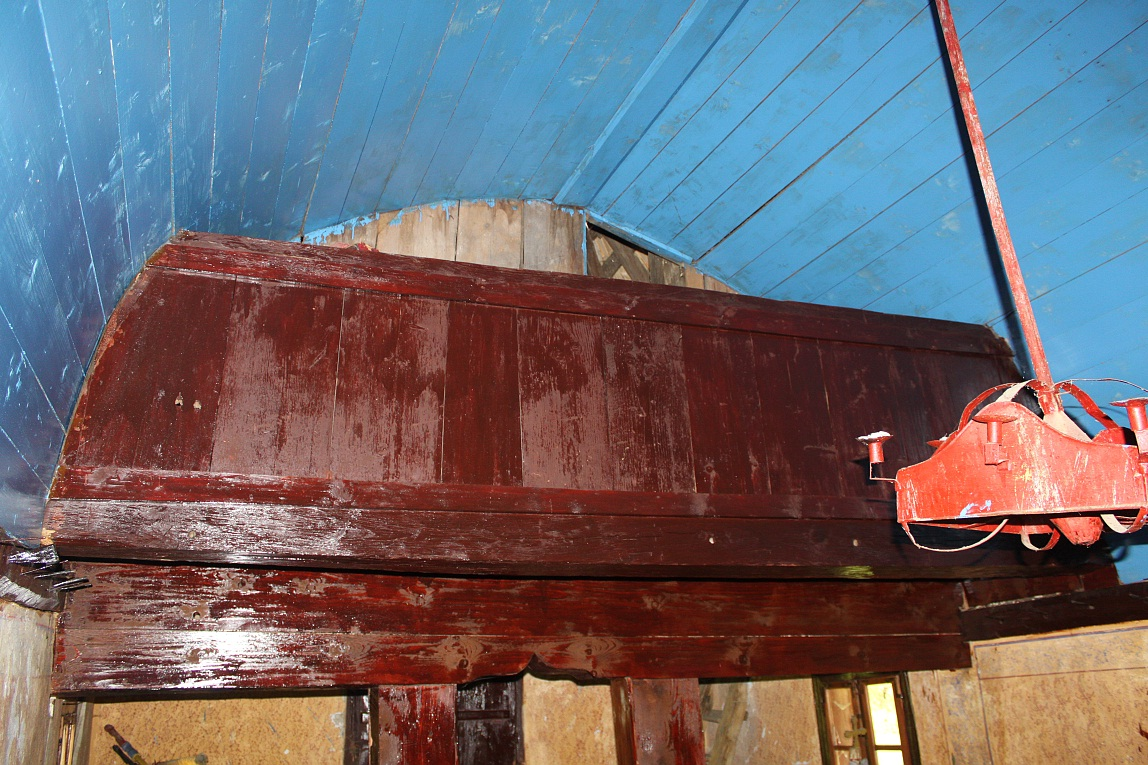
Corul
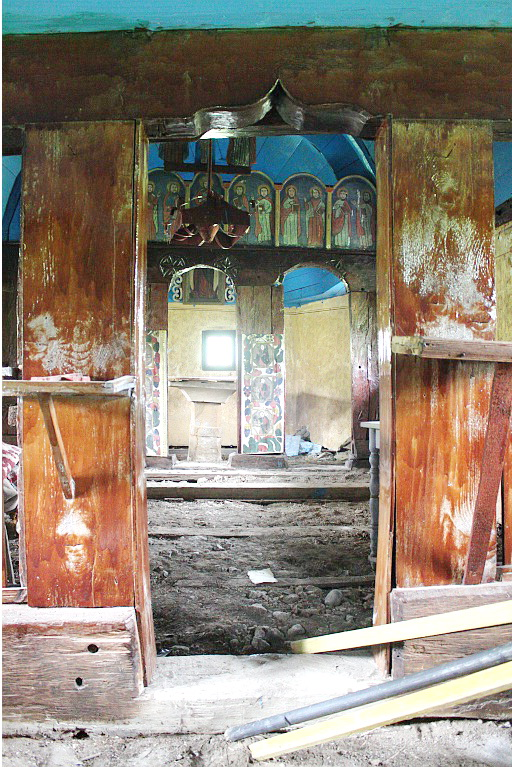
Trecerea din pronaos în naos
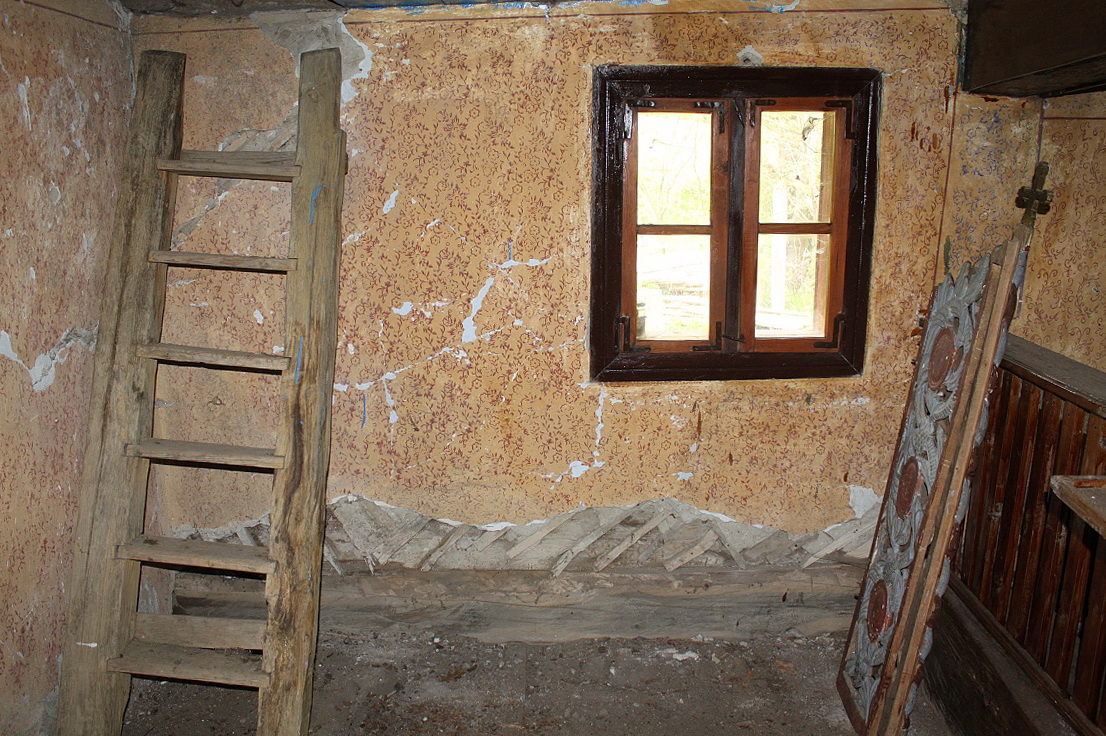
Scara podului
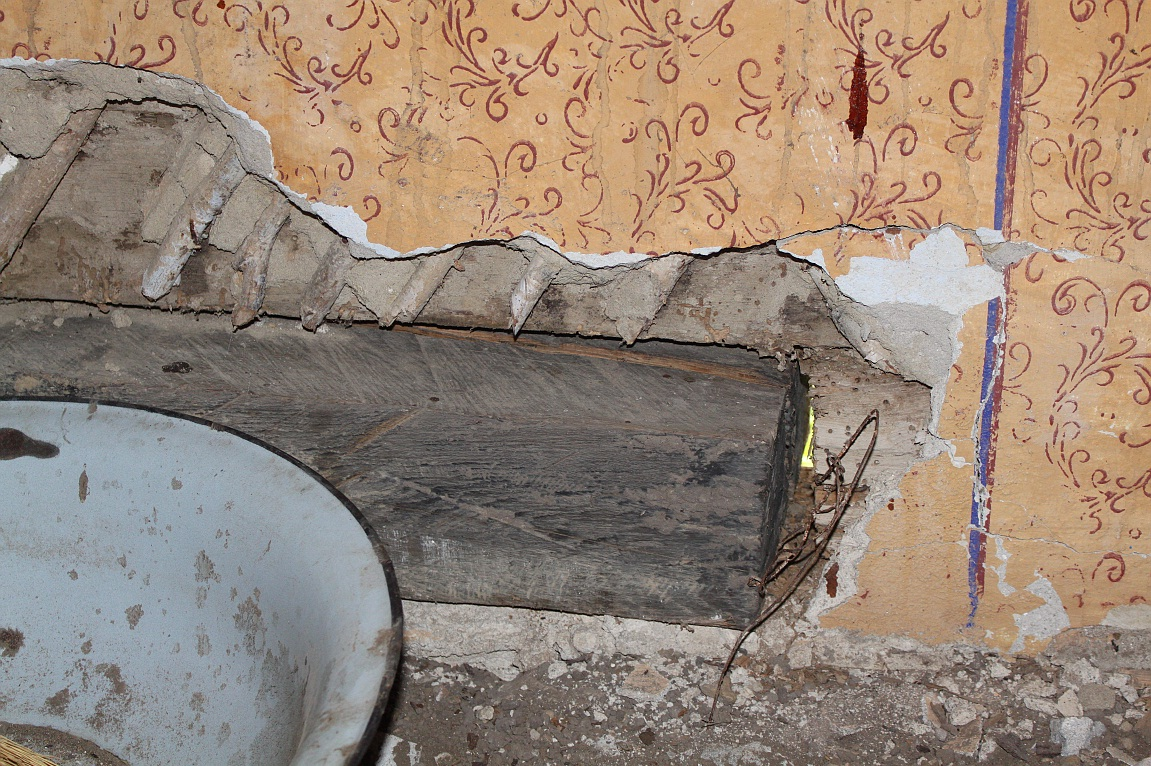
Detaliu pronaos. Talpa înlocuită
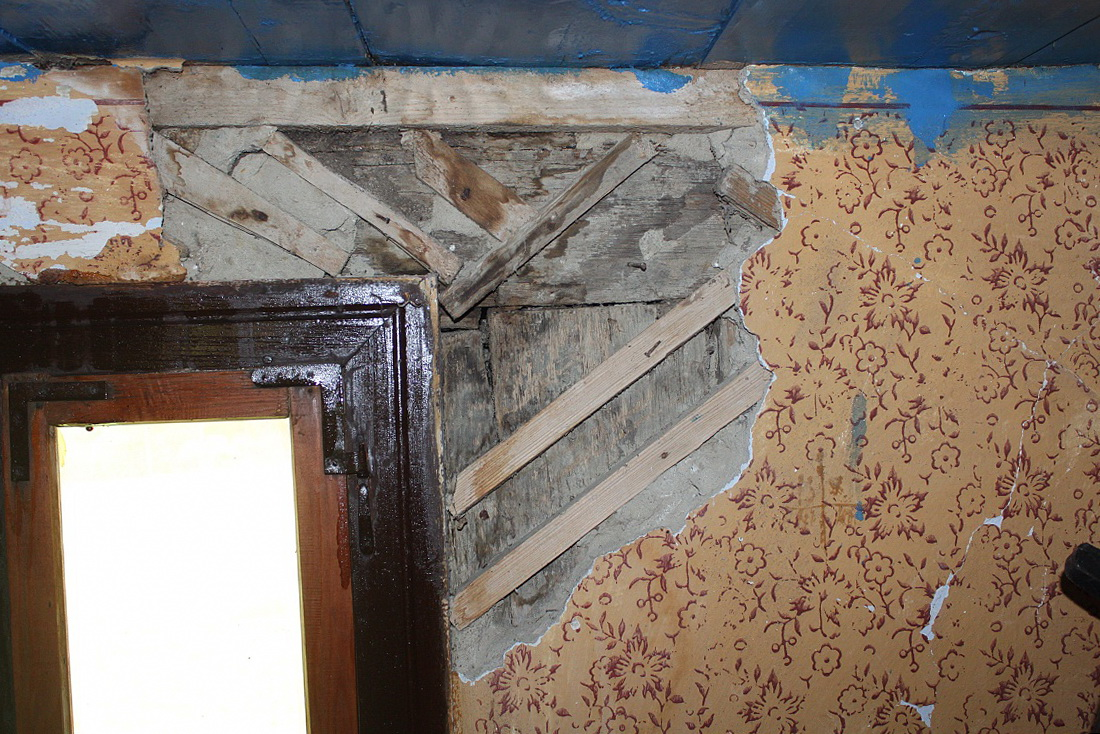
Detaliu pronaos. Peretele de lemn sub tencuială
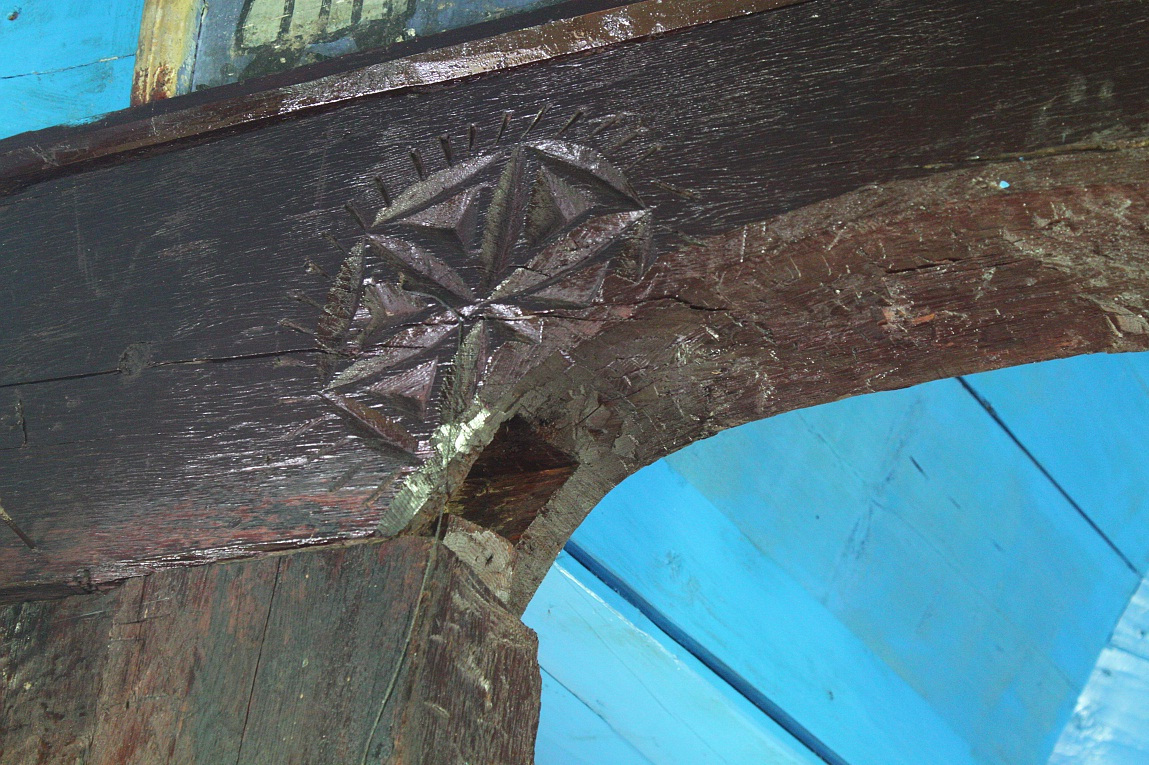
Detaliu iconostas I
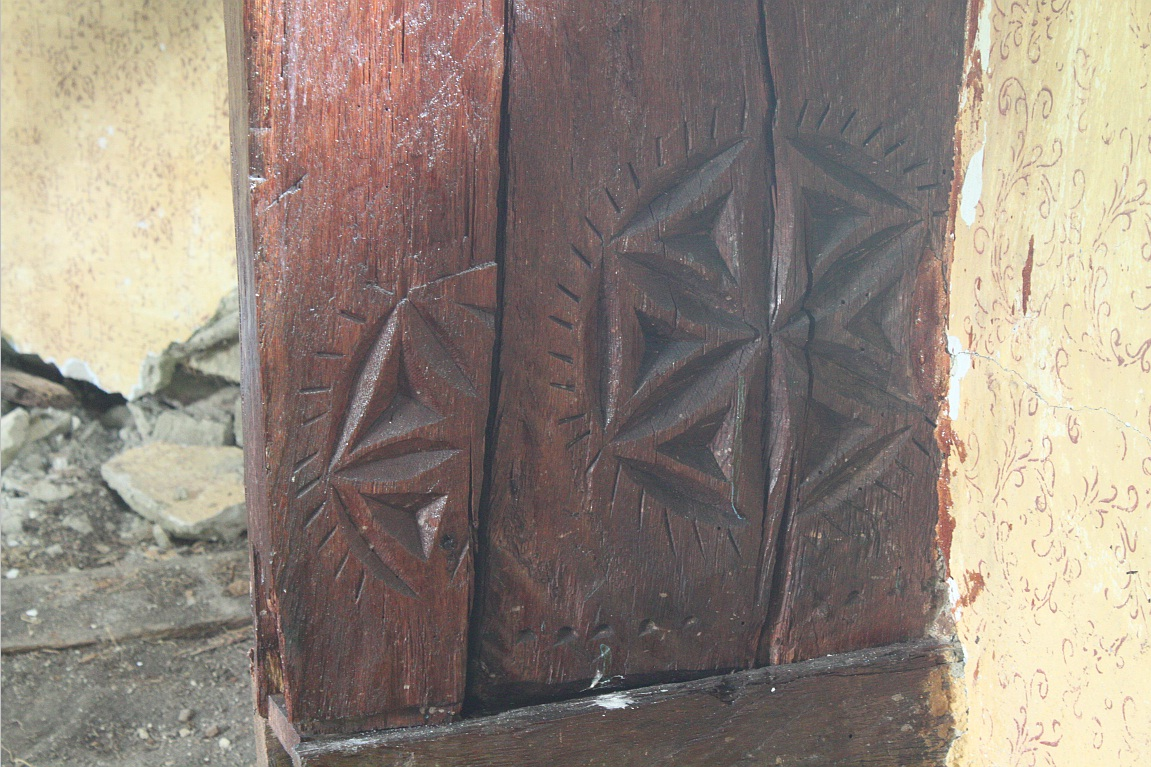
Detaliu iconostas II
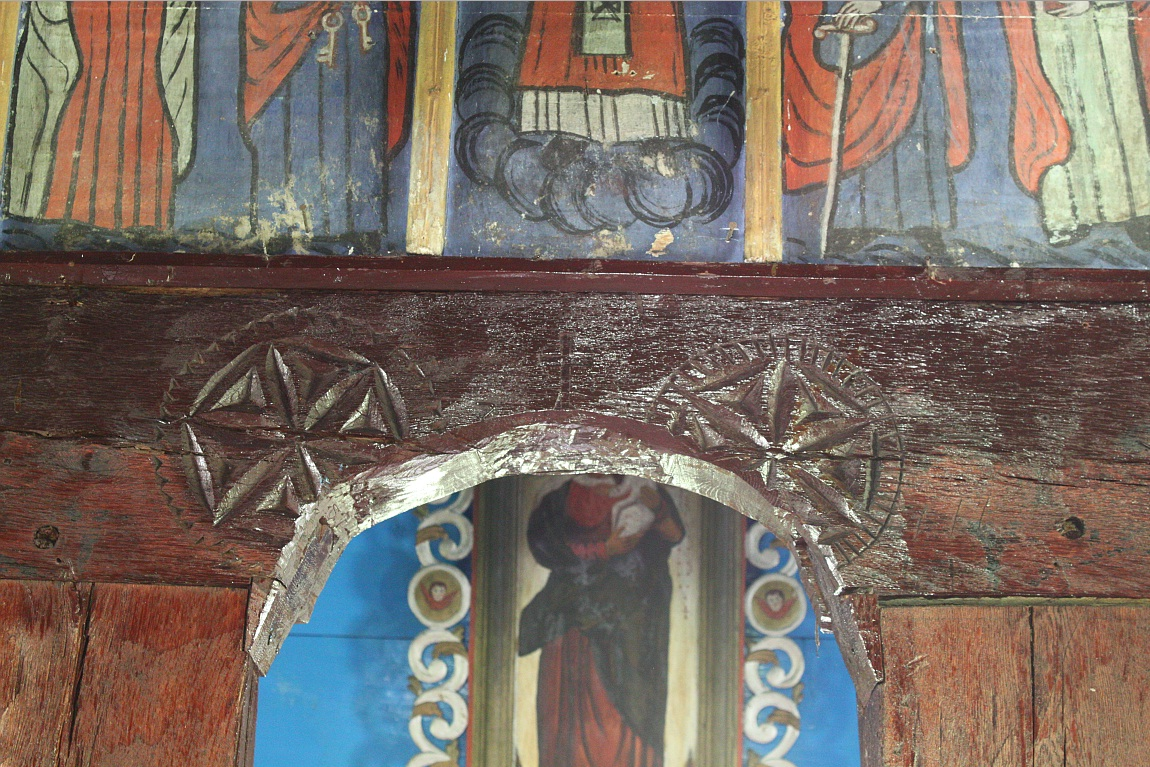
Detaliu iconostas III
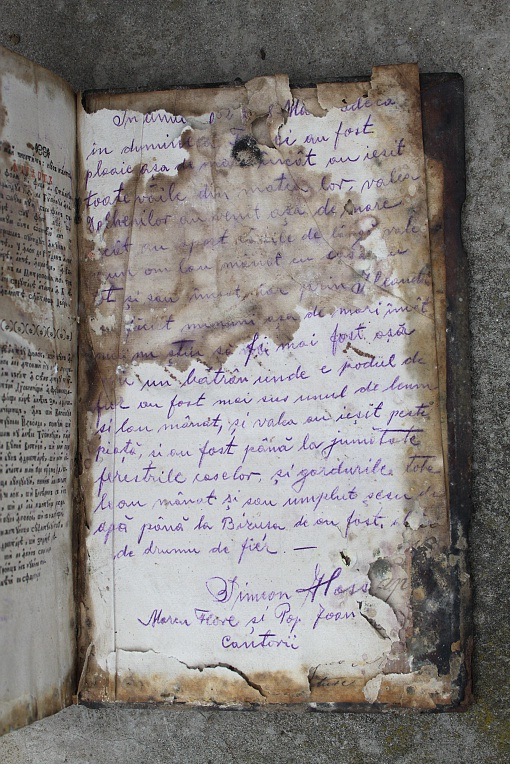
Însemnări penticostar 1808 I
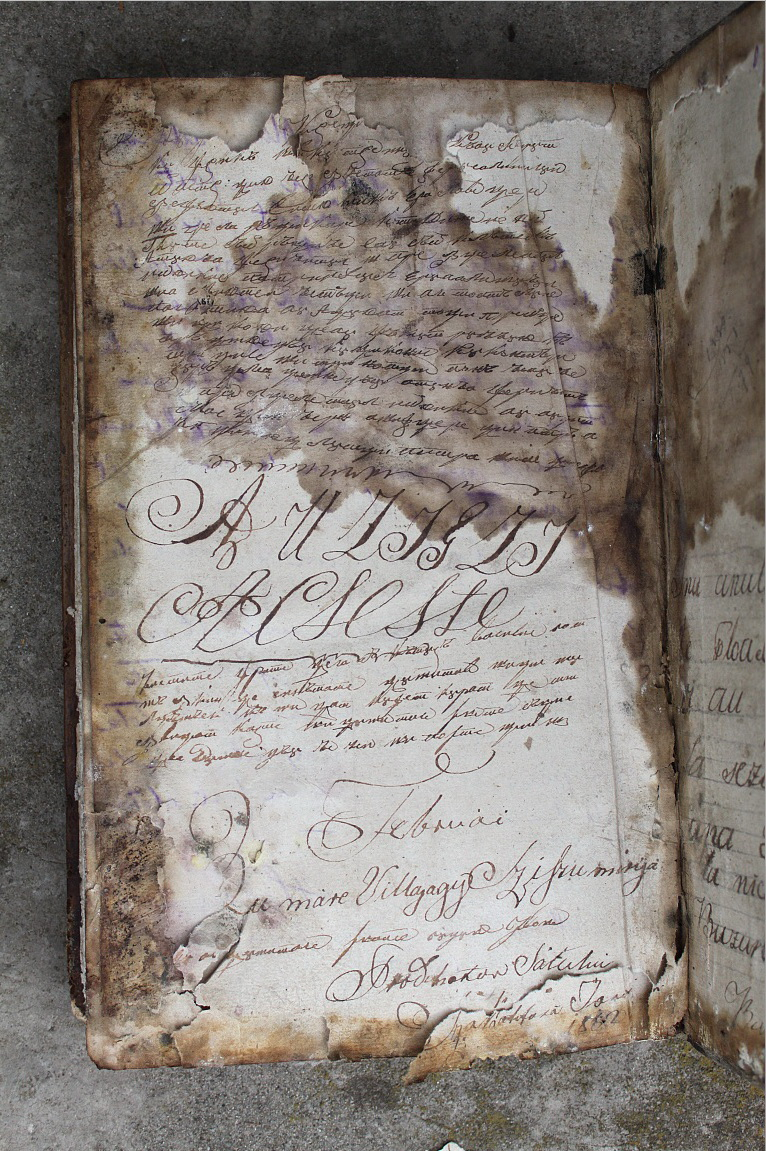
Însemnări penticostar 1808 II
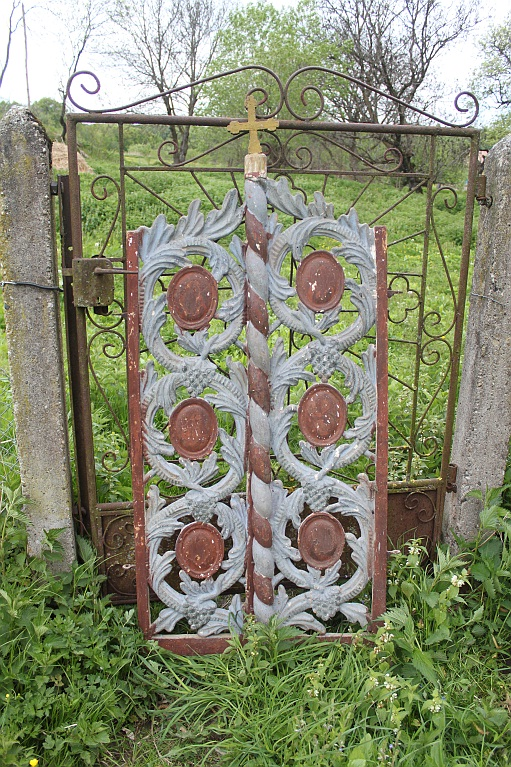
Ușile împărătești
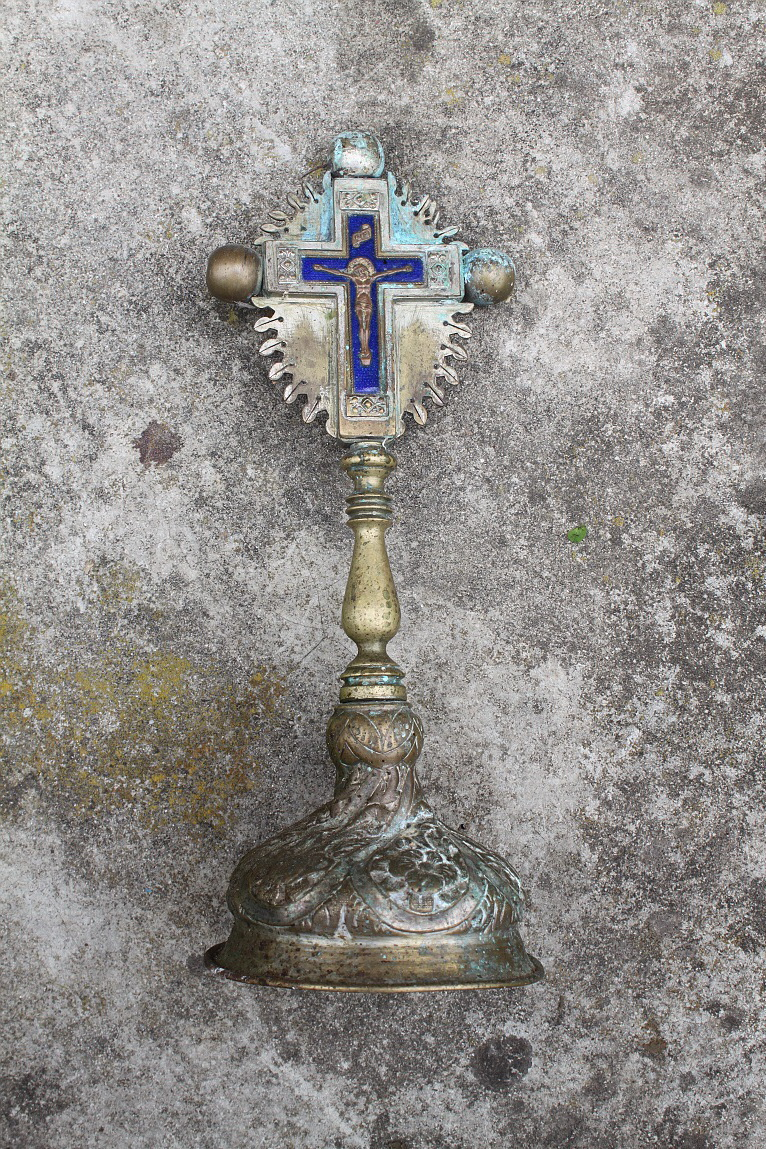
Cruce
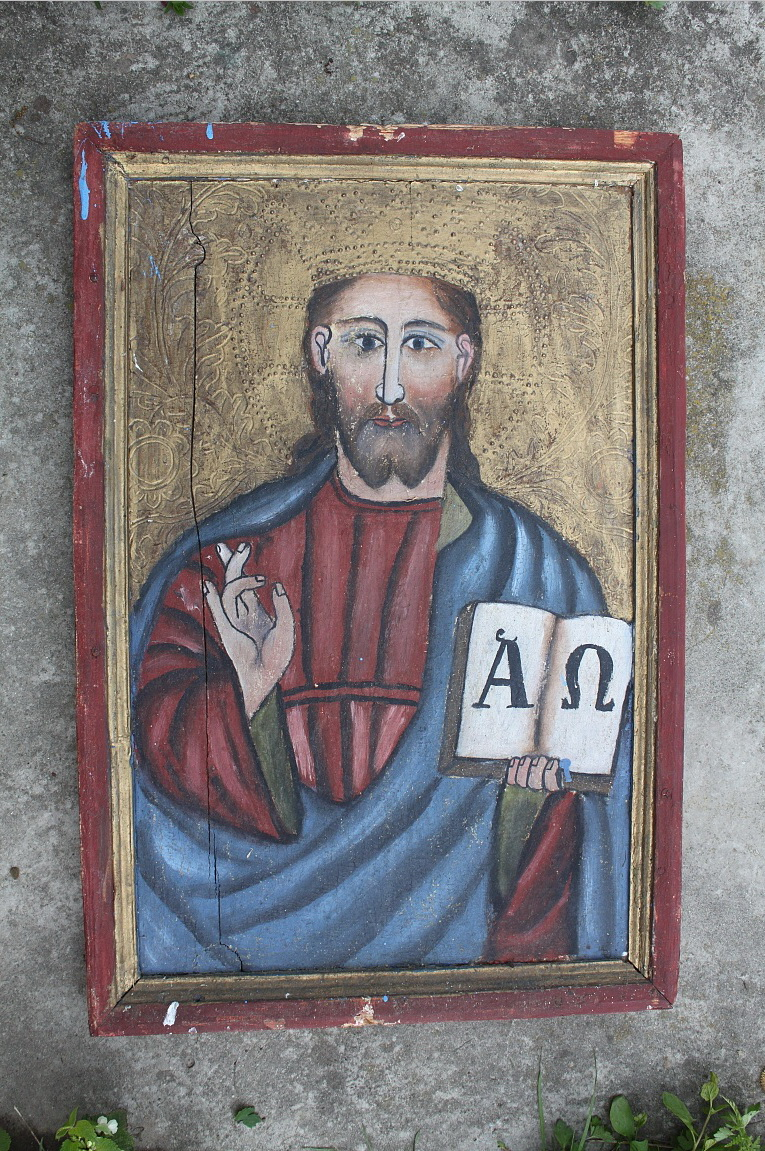
Icoană repictată
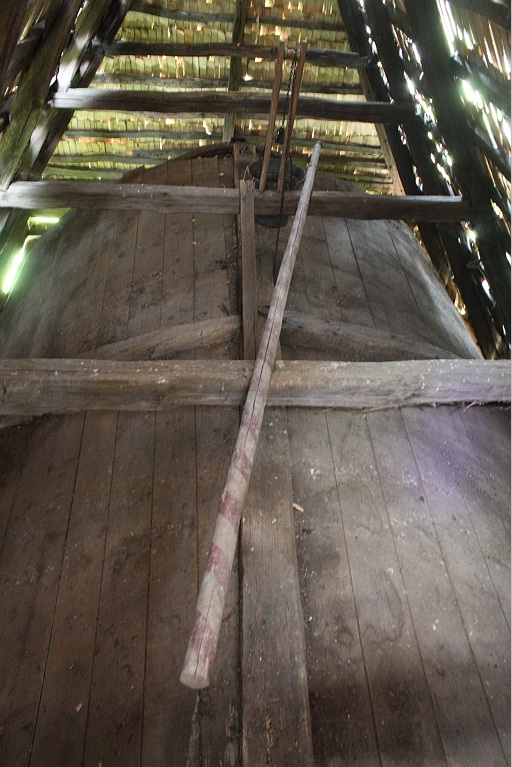
Bolta naosului
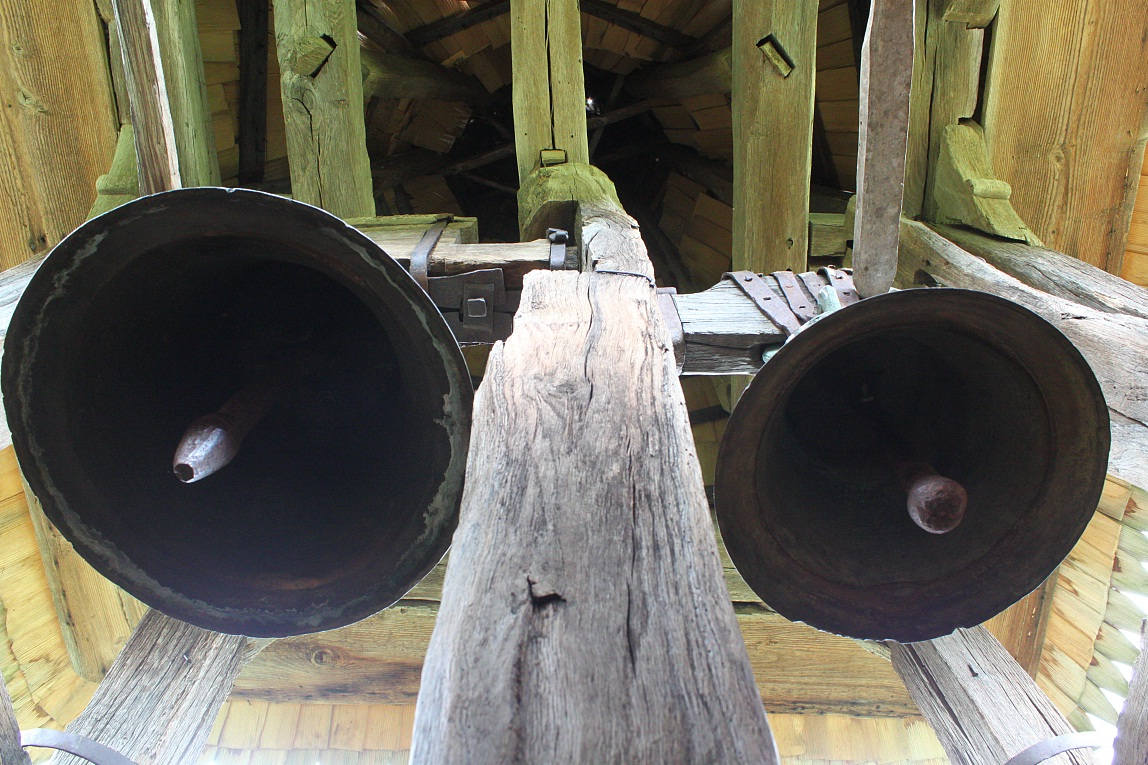
Cele două clopote
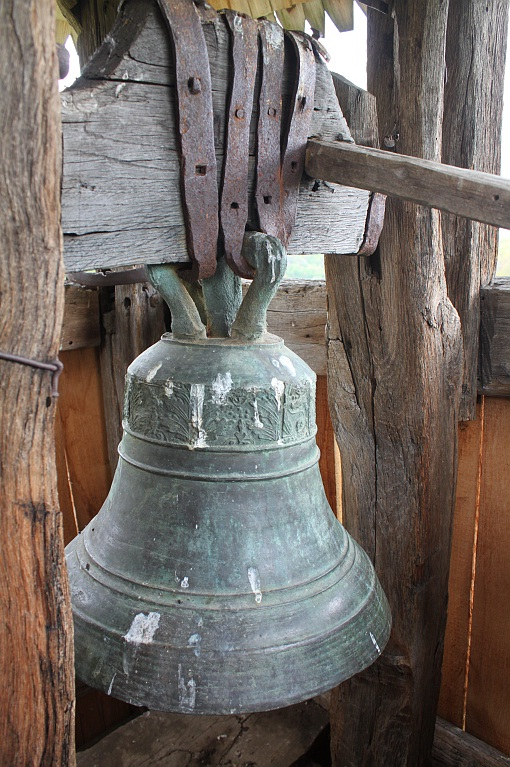
Clopotul mic
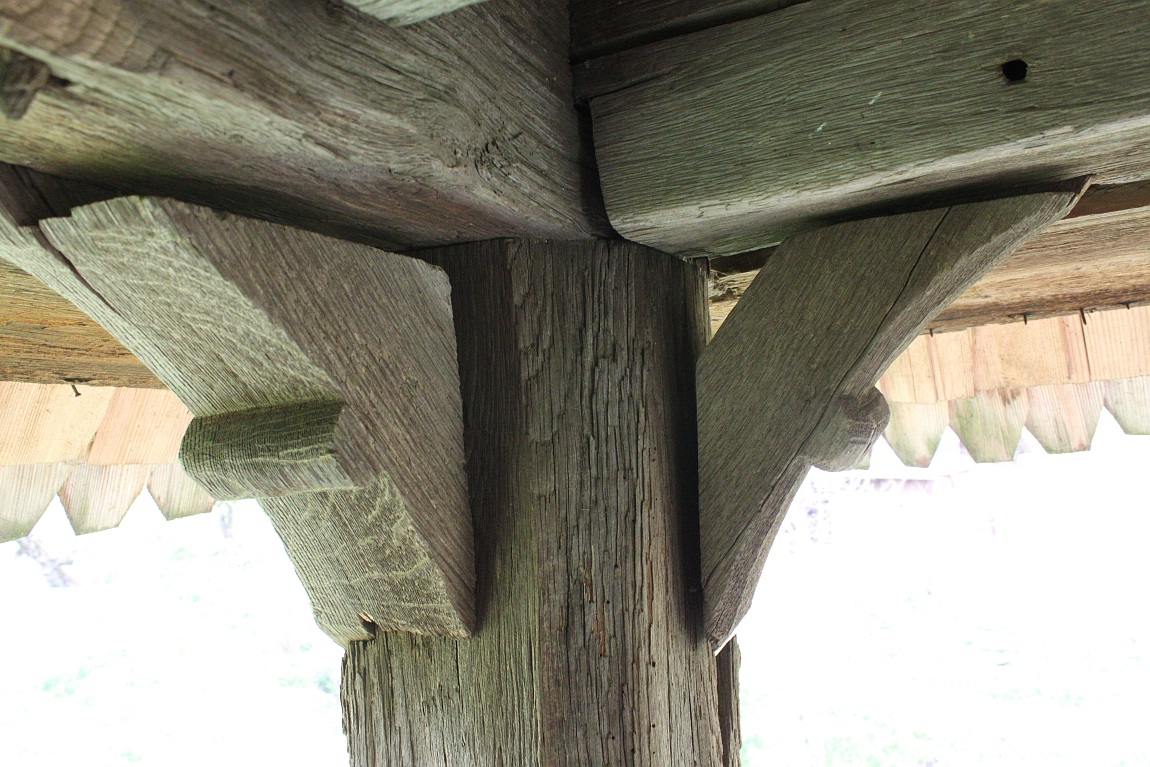
Contrafișe

## Imagini din exterior

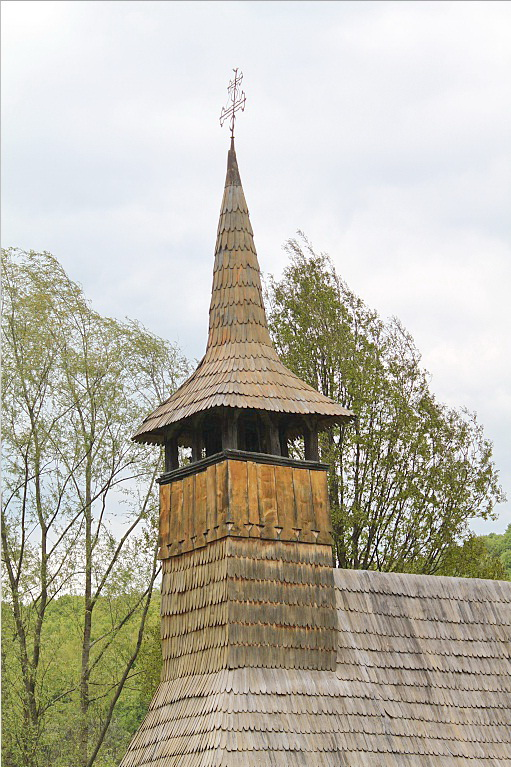
Turnul bisericii
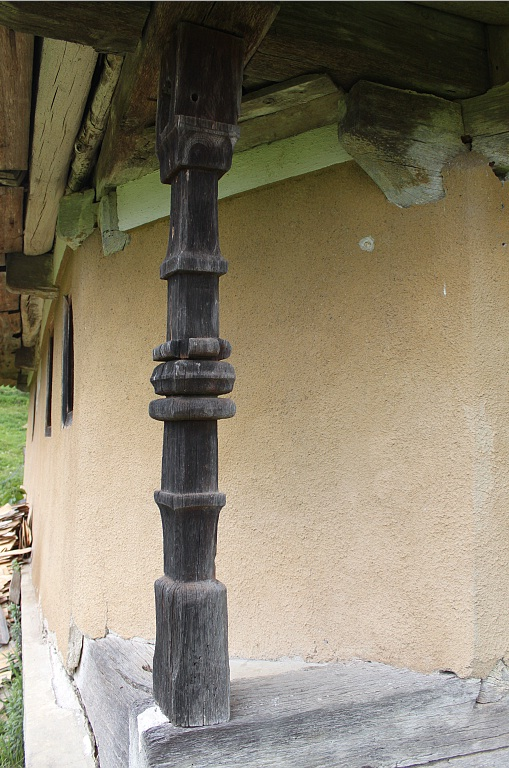
Stâlpul din colțul de sud-est
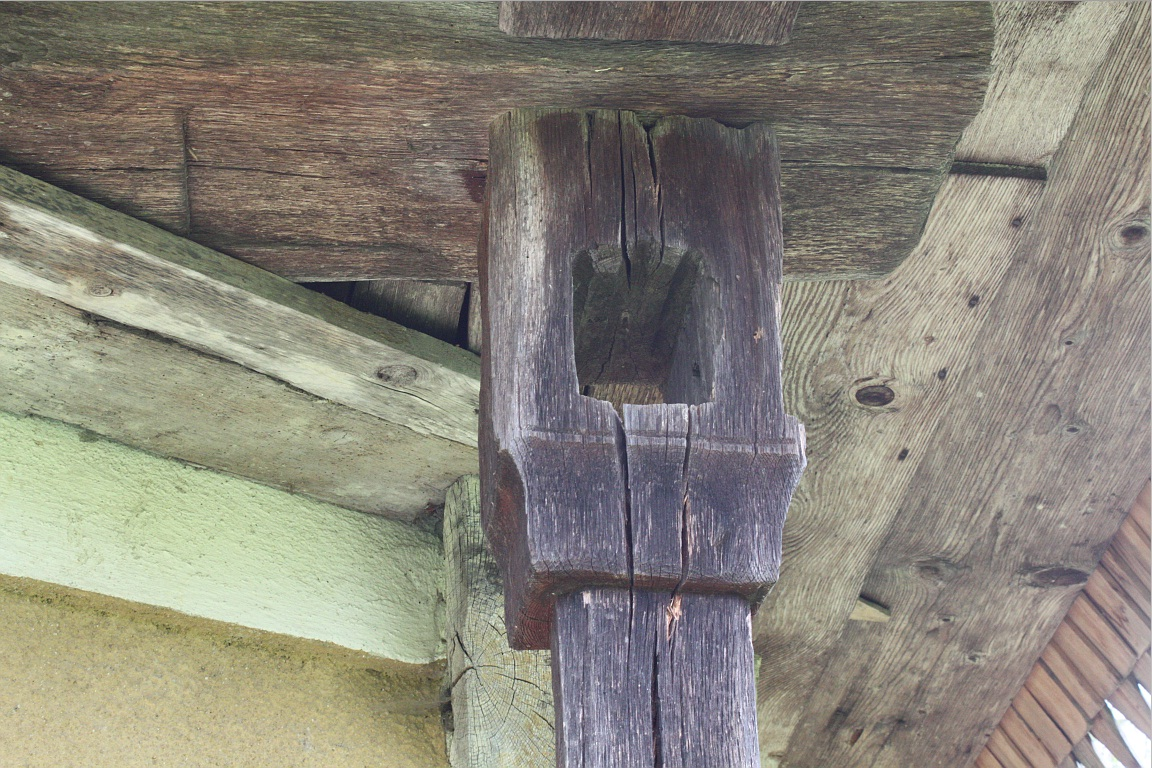
Detaliu stâlp sud-est
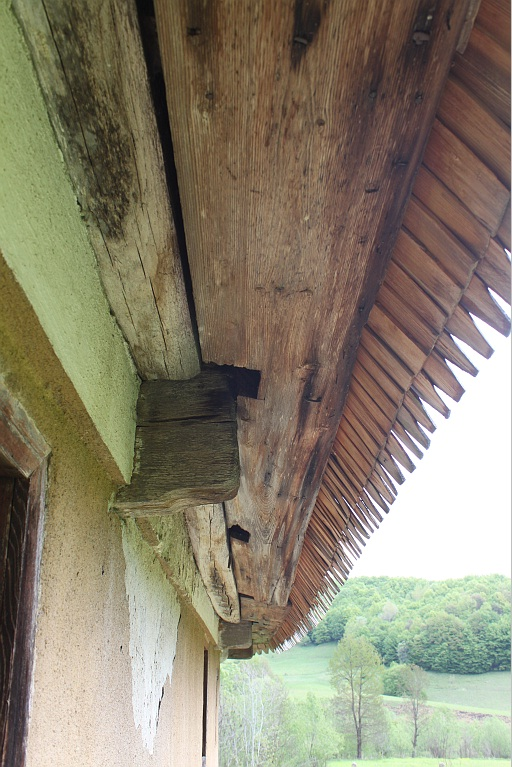
Marginea acoperișului
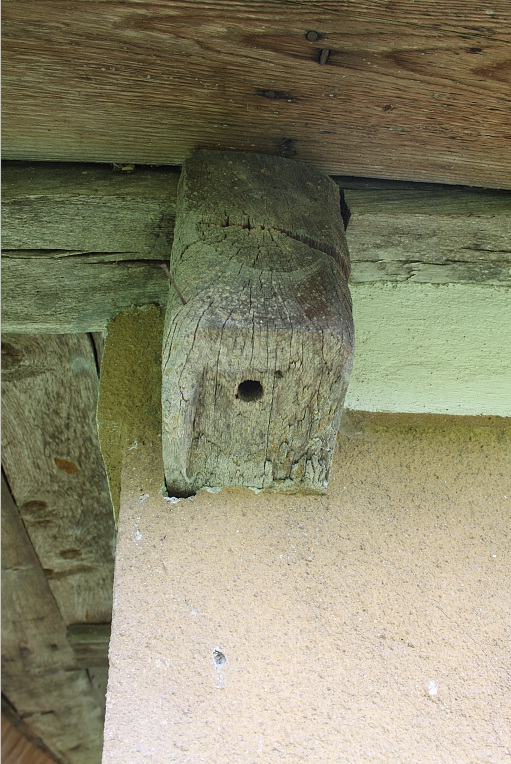
Detaliu grindă
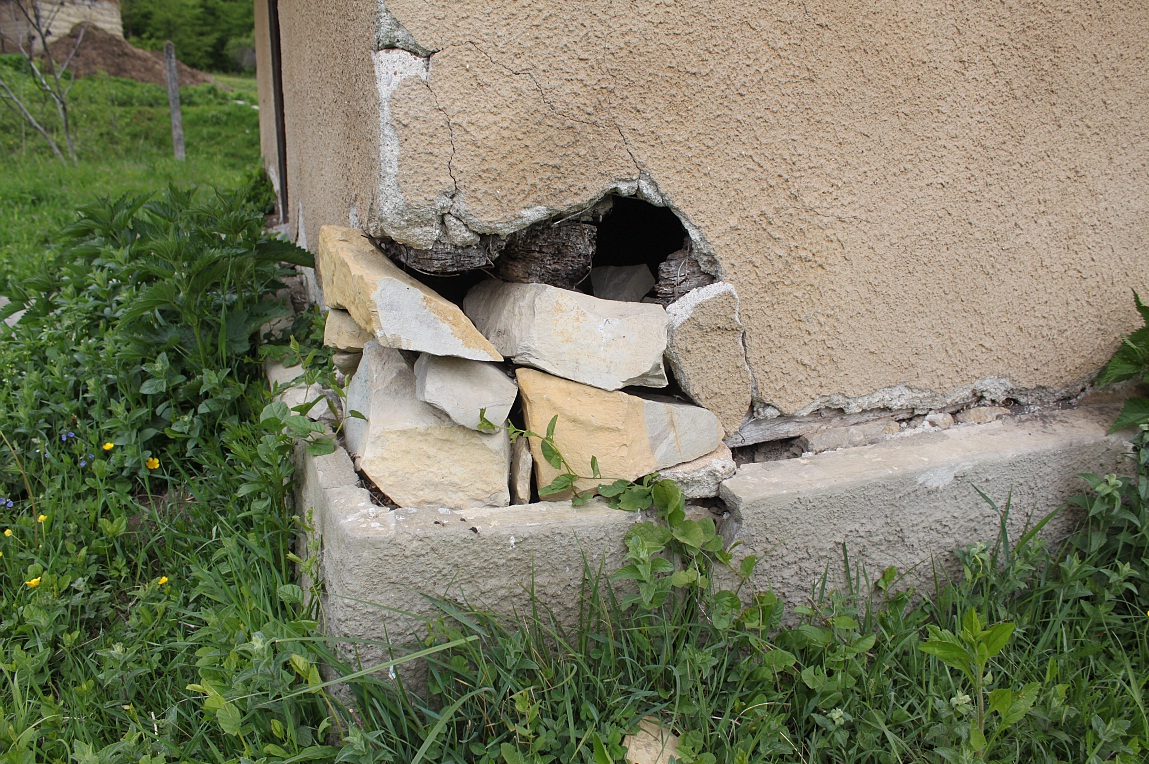
Colțul de sud-vest al bisericii, deteriorat
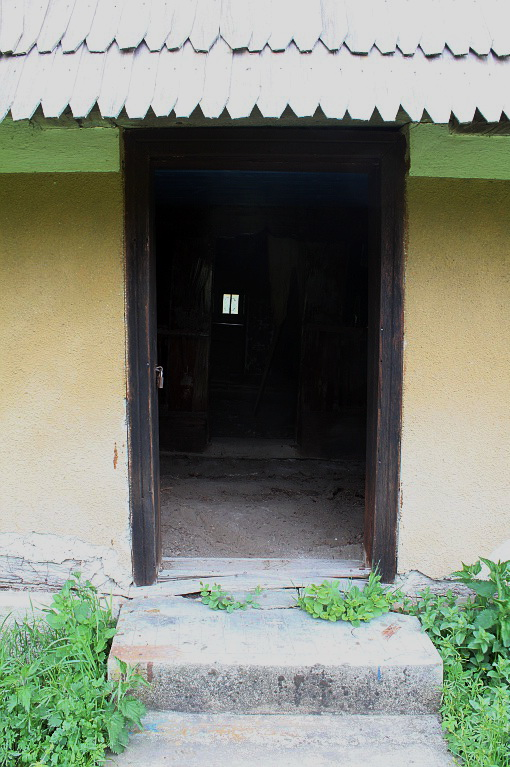
Intrarea în biserică
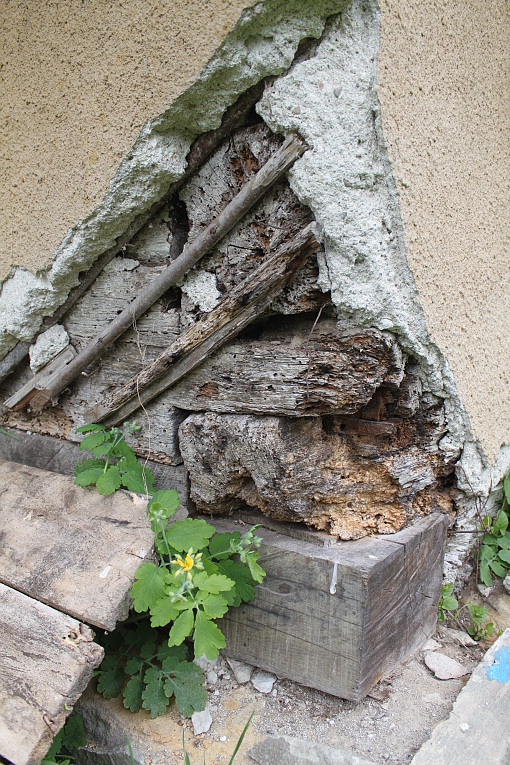
Îmbinare, colțul de nord-vest
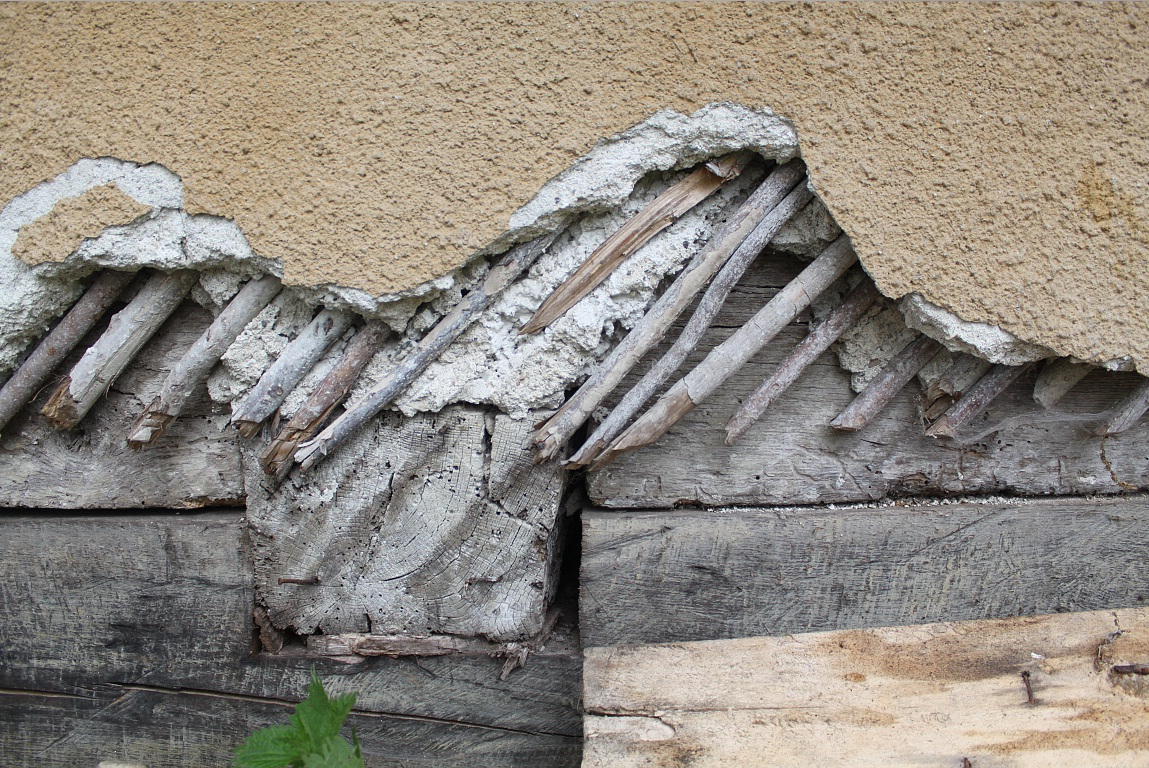
Detaliu talpă I
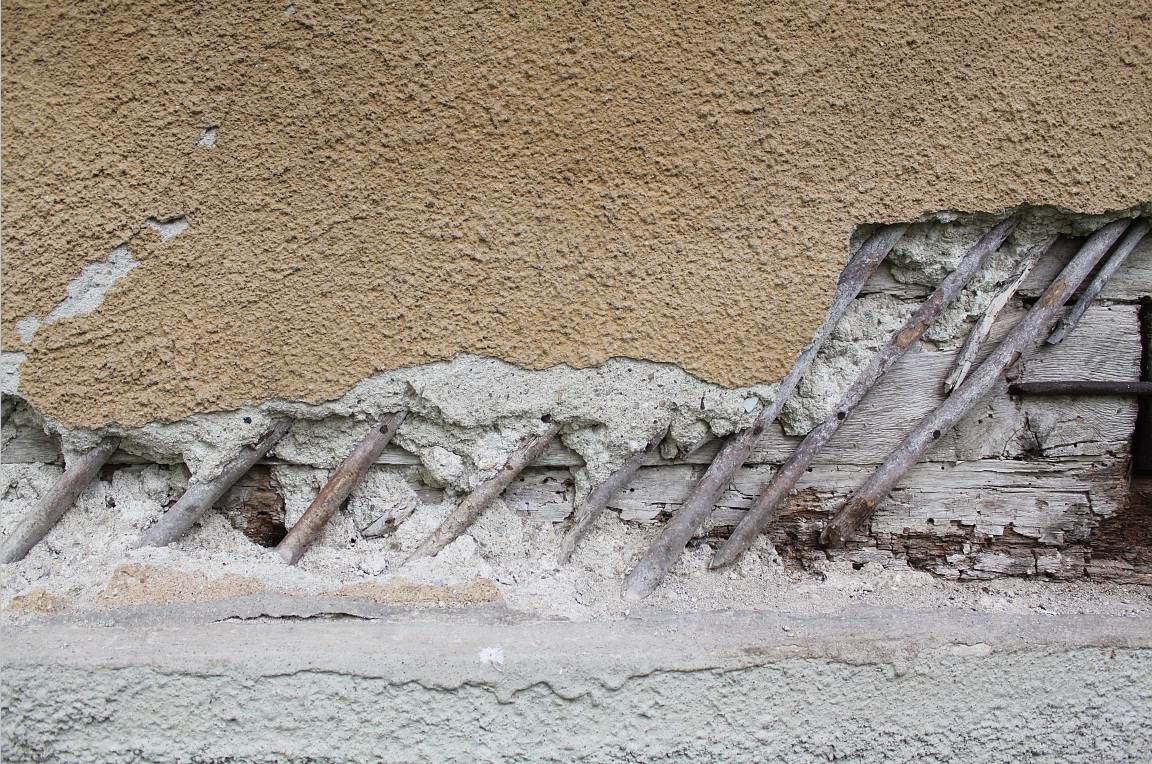
Detaliu tencuială
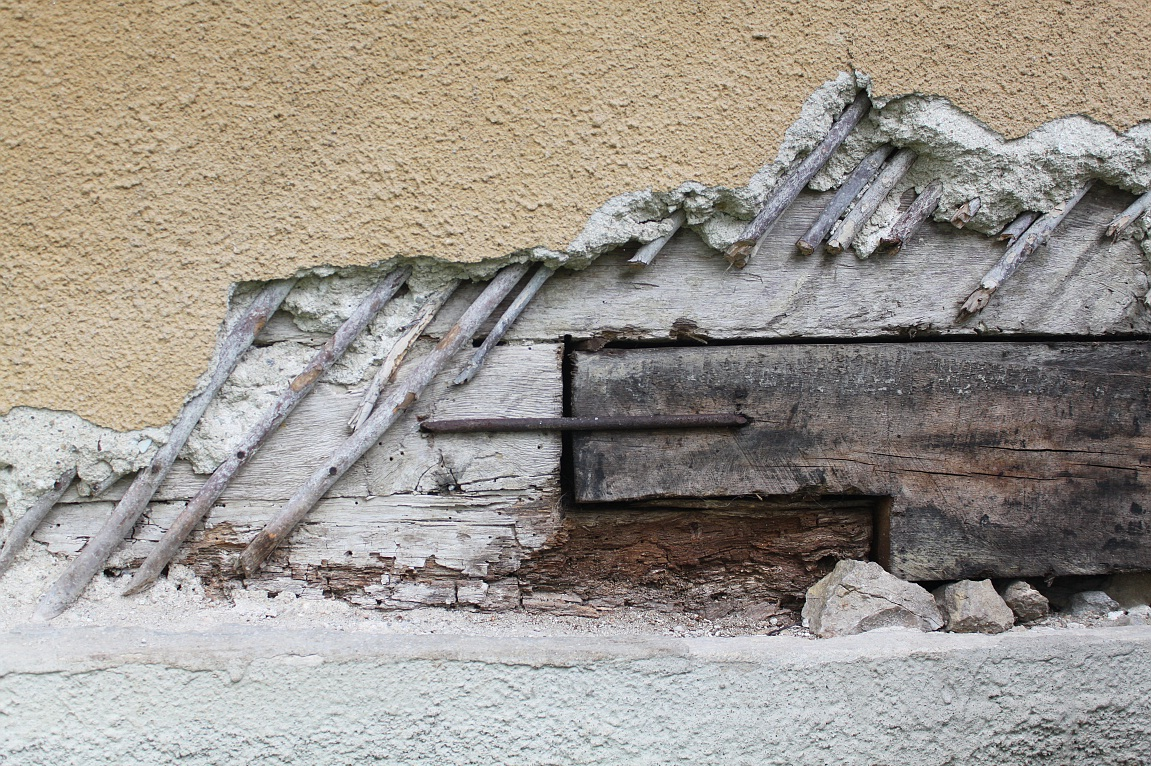
Detaliu talpă II
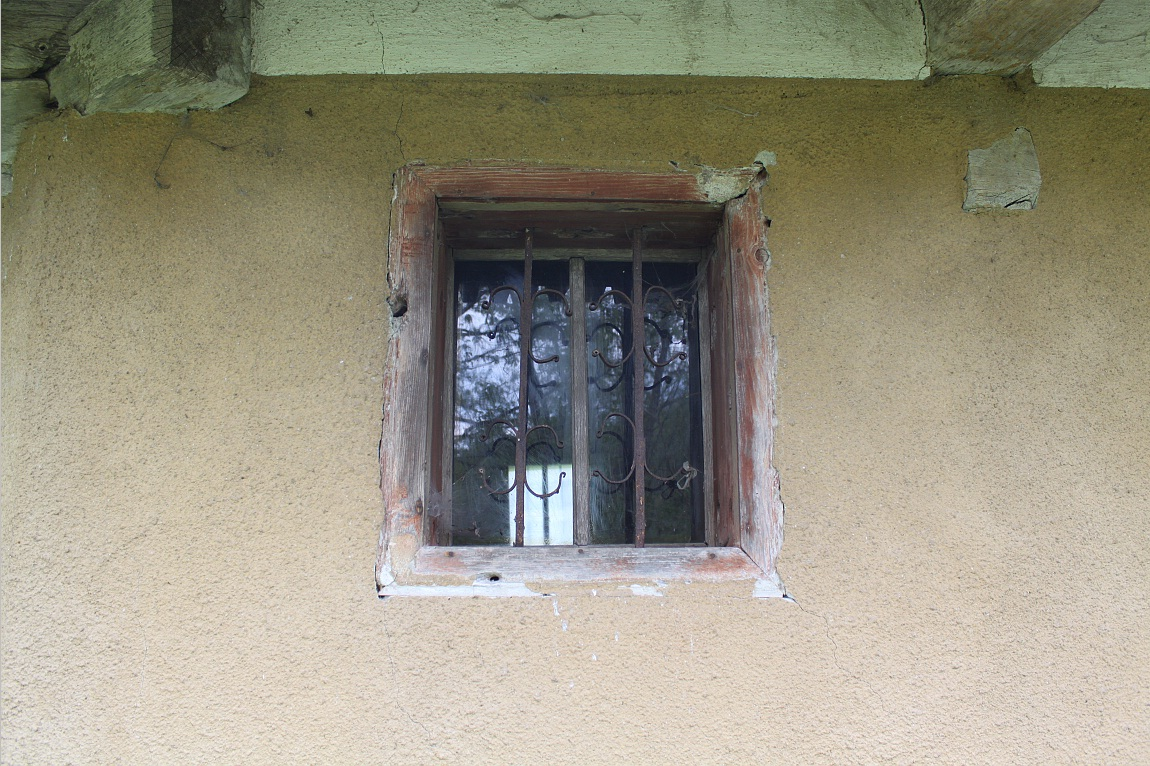
Fereastră
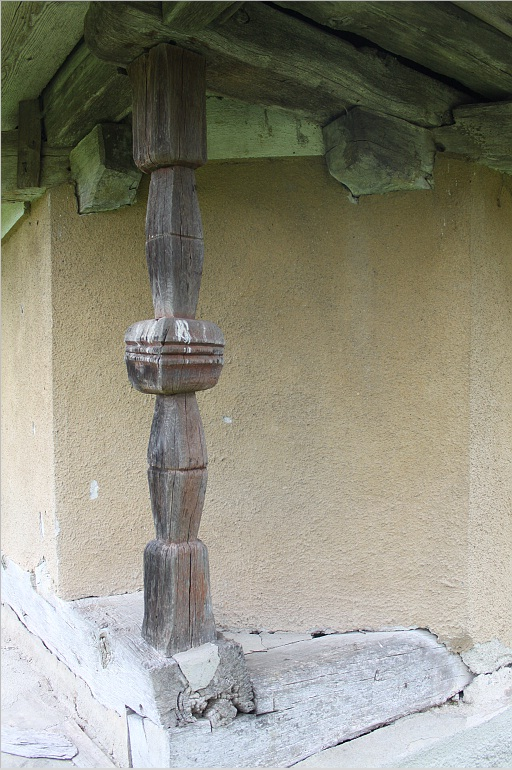
Stâlpul din colțul de nord-est
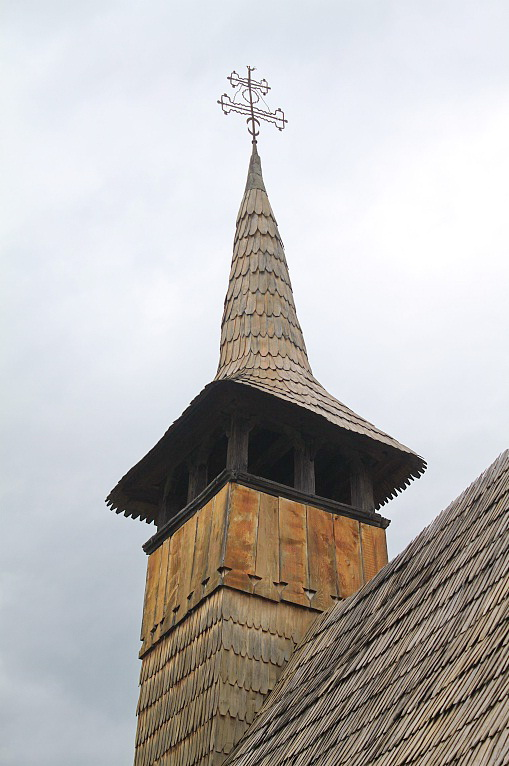
Turnul bisericii
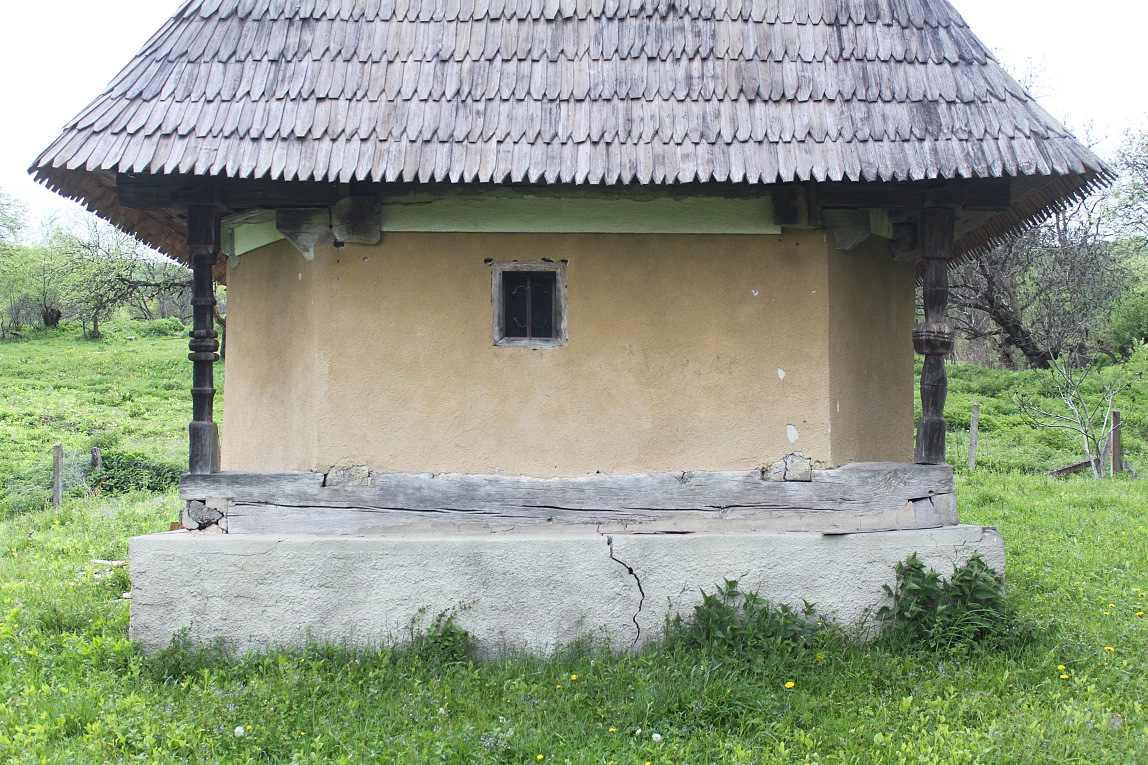
Absida altarului
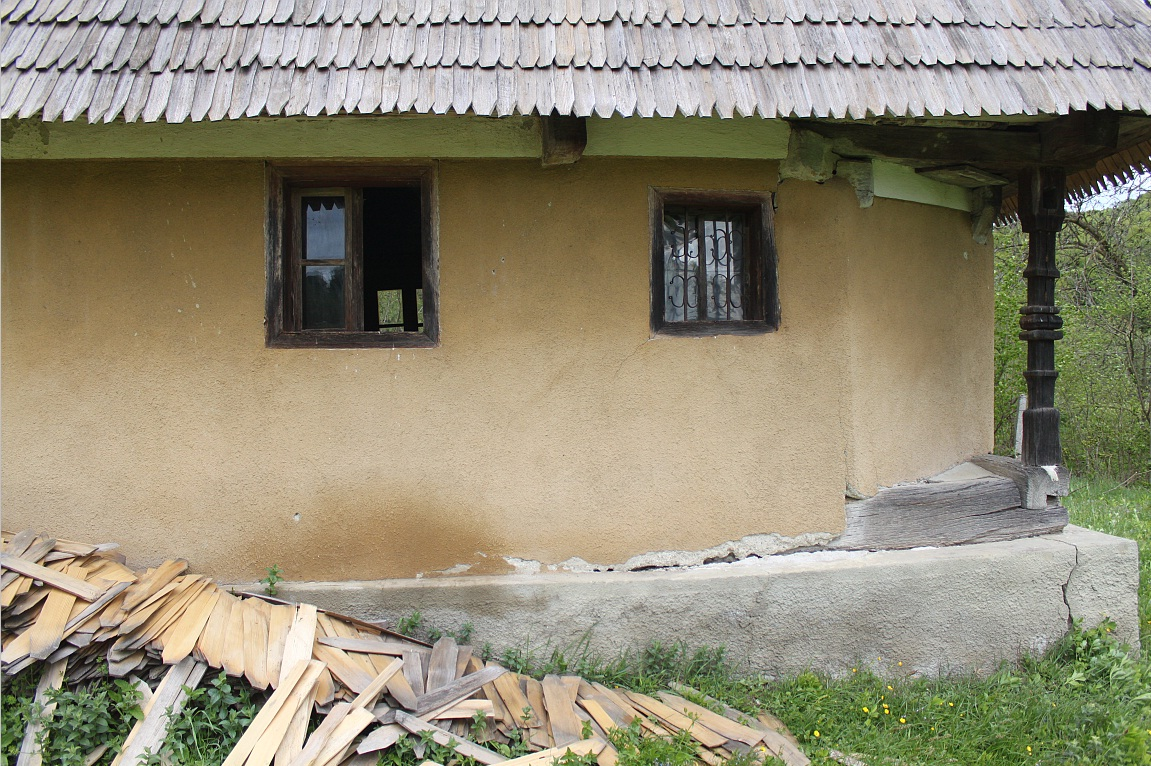
Vedere laterală absida altarului
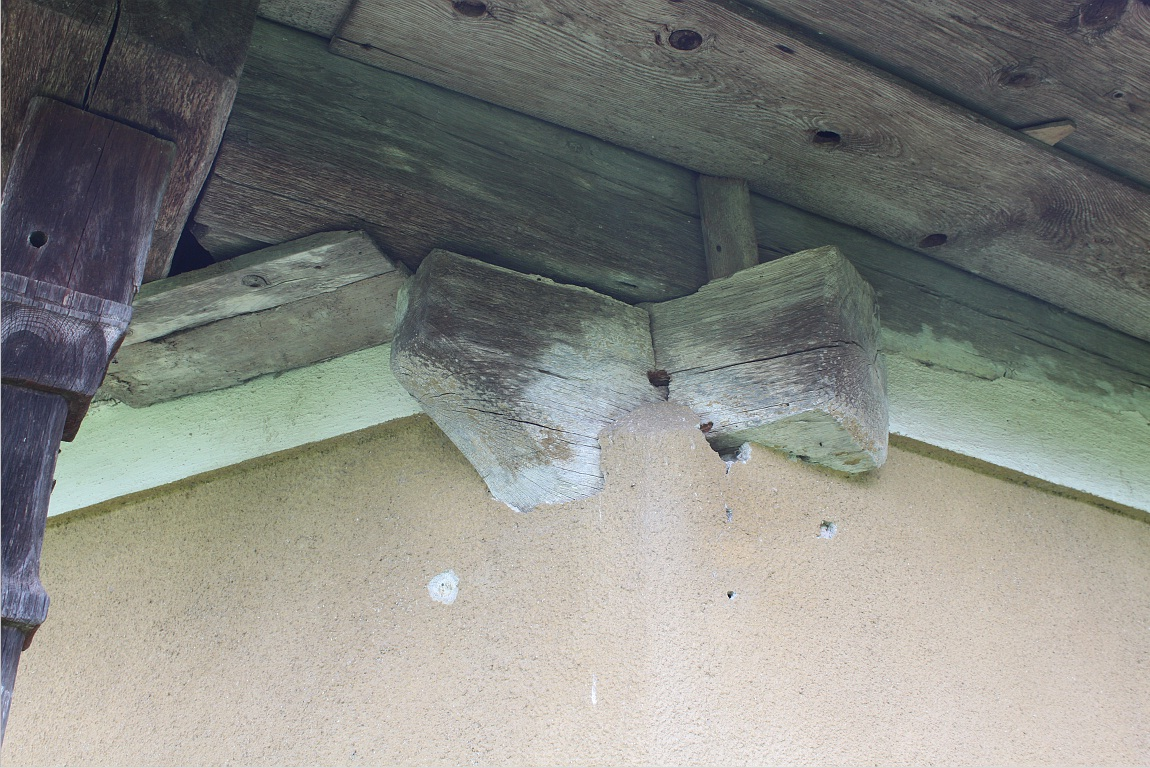
Detaliu
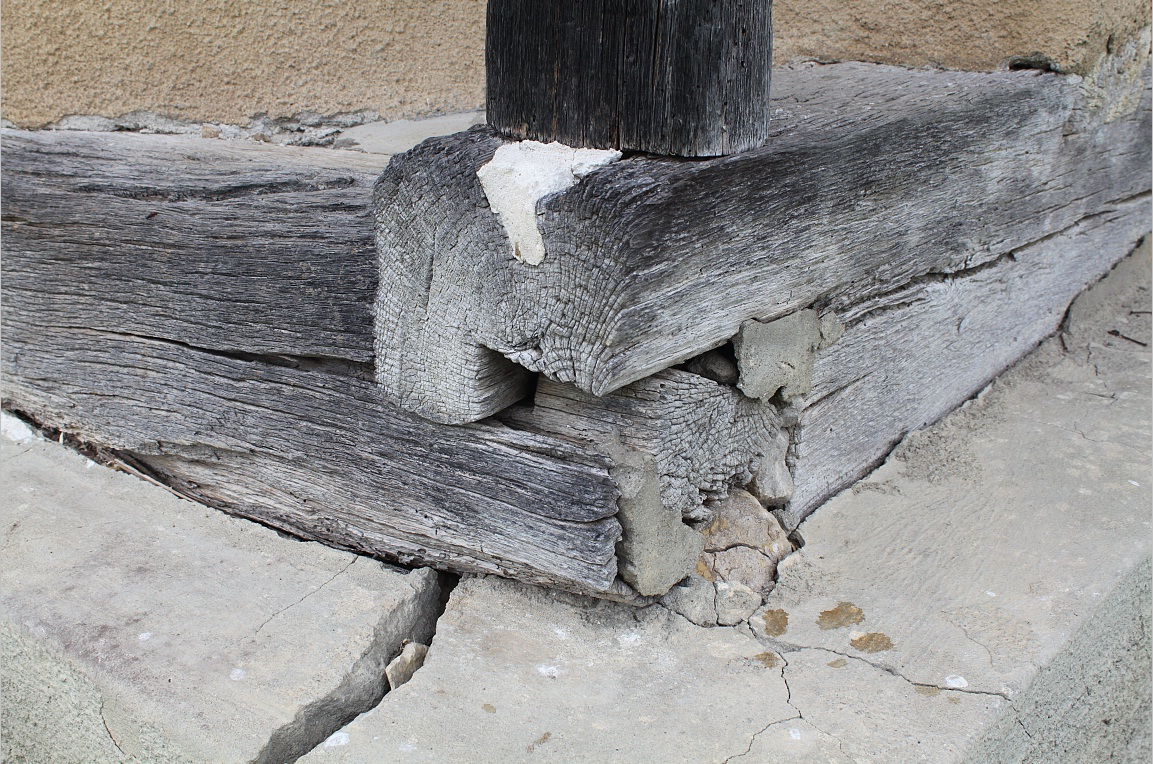
Îmbinare
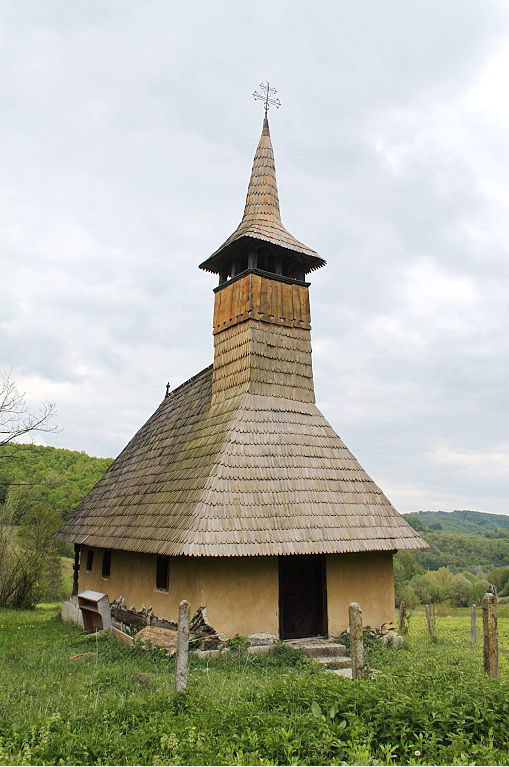
Vedere din nord-vest
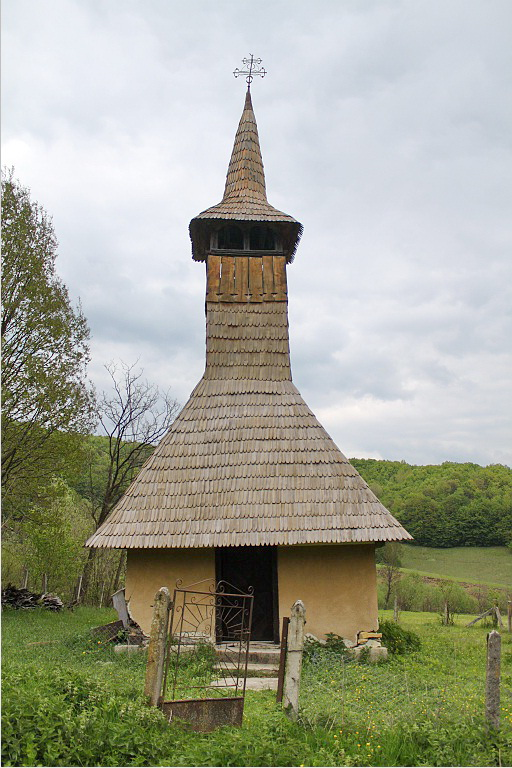
Vedere din vest
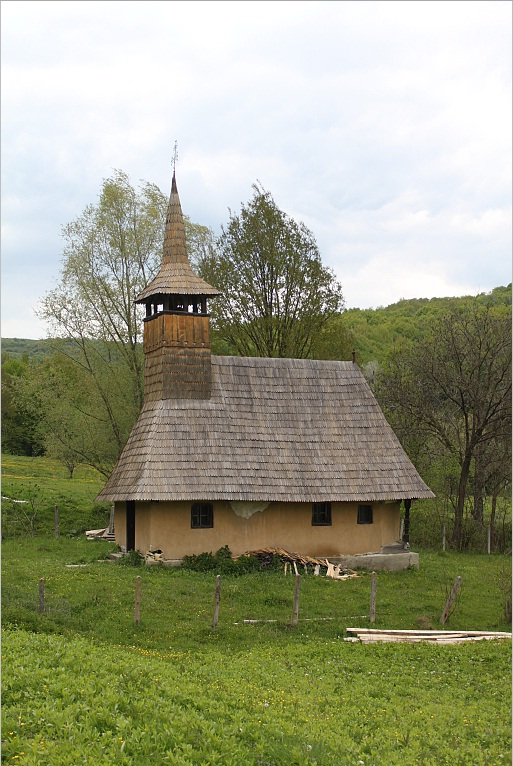
Vedere din sud
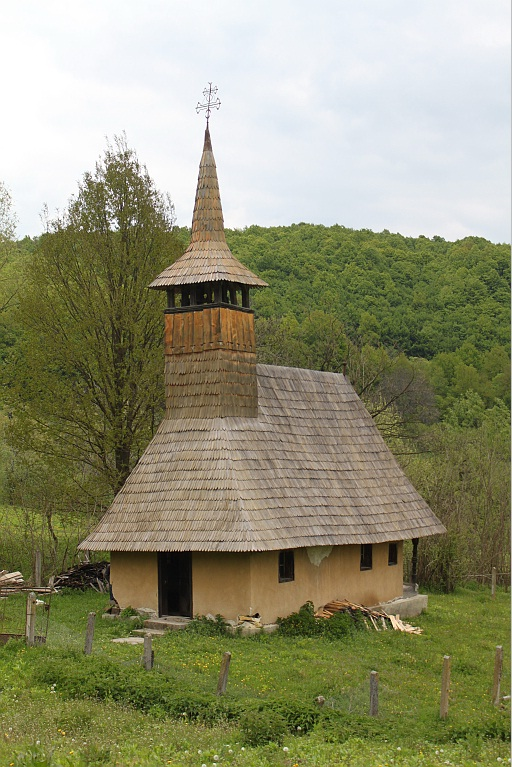
Vedere din sud-vest
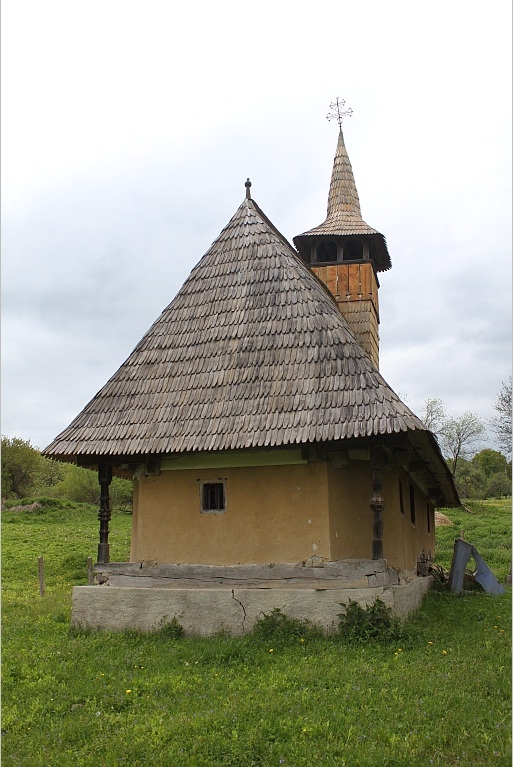
Vedere din nord-est
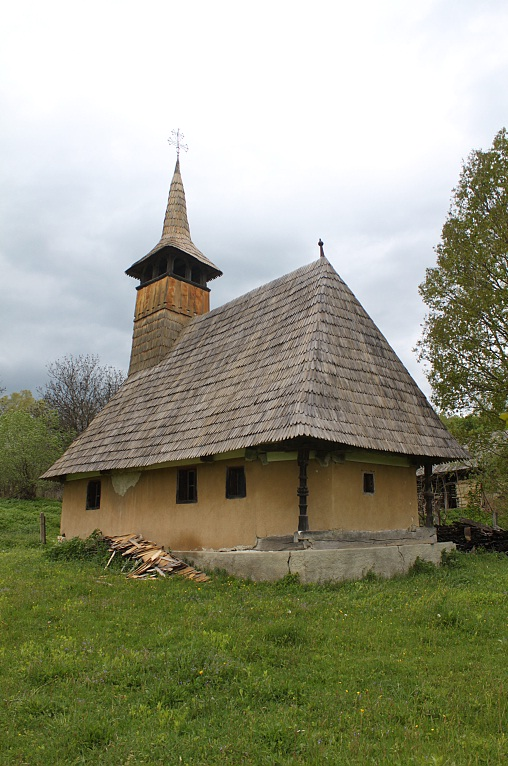
Vedere din sud-est